# Politique dans le Finistère
Les Finistériens votent de plus en plus souvent à gauche, mais on peut distinguer dans le département plusieurs aires (correspondant peu ou prou au découpage des diocèses et des pays) au comportement électoral bien différent.
L'influence relative des différents courants politiques dans le pays est assez étroitement liée, pour une part, à la réalité des activités économiques, et au rapport entre appartenance religieuse et orientation politique.

## Histoire politique et rapports de force
La Bretagne a longtemps constitué une terre acquise aux partis de droite, mais plus singulièrement aux partis d'inspiration démocrate-chrétienne.
Certaines villes du département ont cependant, notamment dans la partie Sud, ont, très tôt, opté pour des candidats issus de forces politiques de gauche.
L'un des facteurs essentiels de modification des comportements politiques réside dans les suites et les effets de la Première Guerre Mondiale, où les régiments bretons, souvent largement décimés lors des grandes offensives menées par l'armée française, ont vu leurs survivants s'engager dans les forces politiques de gauche.
Le développement de l'activité industrielle, notamment dans le secteur des conserveries, a également fourni un terreau pour le renforcement des partis de gauche, notamment lors des grandes grèves menées par les sardinières de Douarnenez.
Dès 1920, ainsi, des villes comme Douarnenez, Scaer ou encore Concarneau ont élu des maires communistes et d'autres villes des maires socialistes.
La période de la Résistance a constitué un nouveau palier de renforcement du courant progressiste, matérialisé notamment dans l'élection, à la Libération, de députés communistes et socialistes.
La droite locale s'est souvent abritée, dans le département, derrière le MRP, au moins jusqu'à l'élection du Général de Gaulle à la Présidence de la République.
Dès 1962, le parti gaulliste, tirant parti du découpage électoral et du scrutin majoritaire, obtient 6 des 8 sièges de député, situation qui va consacrer la prédominance de la droite sur la représentation parlementaire du département jusqu'en 1981.
Deux secteurs échappent, par épisodes plus ou moins longs, à la prédominance de la droite : la circonscription de Morlaix et celle de Quimperlé, cette dernière étant gagnée en 1973 par Louis Le Pensec, futur Ministre.
Le virage politique du département se manifeste profondément lors des élections municipales de mars 1977, lorsque Brest bascule à gauche, ainsi que de nombreuses villes importantes du département.
Ce virage avait été entamé sérieusement lors de l'élection présidentielle de 1974, où François Mitterrand, bien que battu, obtient cependant plus de 45 % des votes.
Les élections de 1978, malgré un nouveau succès de la droite (six élus sur huit), sont comme le chant du cygne pour les partis conservateurs.
En 1981, François Mitterrand se rapproche de Valéry Giscard d'Estaing, réalisant un score de 27,2 % au premier tour de l'élection et atteignant 49,1 % le 10 mai.
Ce qui, lors des élections législatives suivantes, se transforme en succès majeur pour le PS, qui obtient au soir du second tour 6 des 8 mandats du département, la droite n'obtenant d'élus que dans le Léon.
En 1986, les rapports de forces ont été plus équilibrés mais le mouvement engagé en 1977 s'est prolongé.
Globalement, on observe donc une progression continue de la gauche dans ce département dont le conseil général a basculé en 1998 au profit du PS.
Jacques Chirac y a obtenu 51 % des voix en 1995.
En 2007, Ségolène Royal y obtient 53,8 % des voix et l'emporte dans 42 cantons sur 54, lui échappent deux cantons de Cornouaille et 10 du pays de Léon.
En 1997, 6 des 8 députés étaient socialistes mais la droite a repris trois sièges en 2002.
En 2007, la gauche compte cinq députés sur huit.
Trois des quatre sénateurs sont socialistes, situation qui diffère sensiblement de la situation précédente où les quatre sièges étaient partagés entre le RPR et les centristes.
Aujourd'hui, la gauche détient les deux tiers des sièges au conseil général.
Il faut également noter que ce département est l'un des rares à avoir voté oui le 29 mai 2005.
Lors des élections présidentielles, les résultats du candidat du Front national sont généralement très faibles.
Les élections cantonales et municipales du printemps 2008 peuvent continuer de traduire l'ancrage à gauche du département, puisque Ségolène Royal est parvenue en tête dans toutes les villes de plus de 10 000 habitants dans le département, à la seule exception de Fouesnant.
De plus, la majorité des sièges renouvelables cette année au Conseil général est encore aujourd'hui détenue par la droite et de fait, la prédominance de la gauche peut encore s'accroître.
Après le succès de la gauche aux élections régionales de 2004, une telle situation confirmerait que la gauche, et notamment le PS, ont réussi, sur la durée, à intégrer le fondement démocrate-chrétien d'une bonne part de l'électorat.
Aires politiques du Finistère
Le Nord du département, correspondant au diocèse de Léon, est traditionnellement une zone conservatrice, votant à droite aux élections locales comme nationales, à l'exception de l'agglomération brestoise.
L'Est du département, correspondant à la partie finistérienne du diocèse de Trégor et au Poher, est une zone clairement ancrée à gauche, avec une domination socialiste dans la région de Morlaix et de forts scores communistes dans la zone de Carhaix.
Le Sud du département, correspondant à la Cornouaille, est réputée être la zone la plus instable de Bretagne. Elle est marquée par de fréquentes alternances entre la gauche et la droite, notamment dans les zones de Quimper, Douarnenez et Châteaulin.

## Représentation politique et administrative

### Préfets et arrondissements

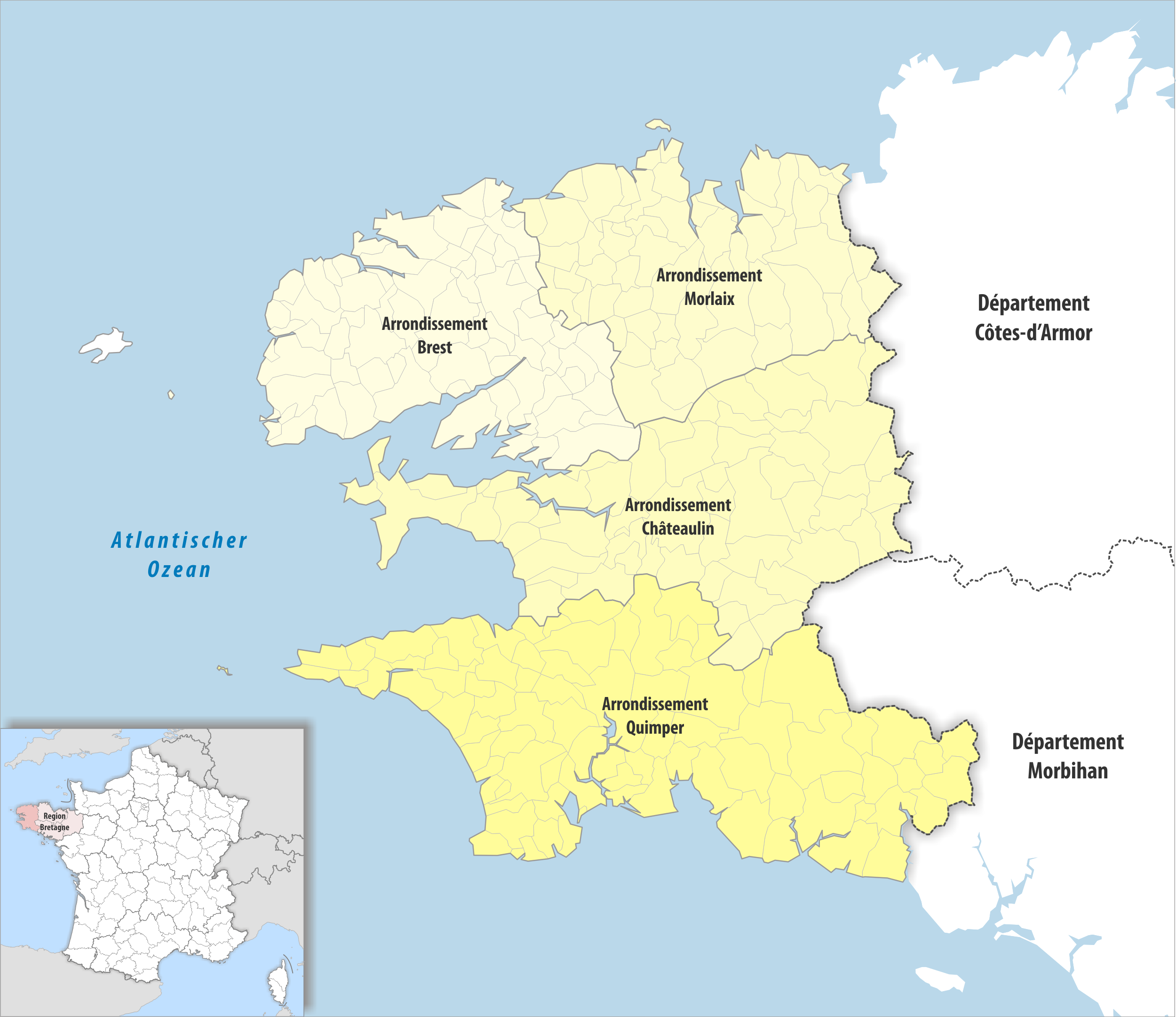
Carte des arrondissements du Finistère en 2019.

Le département du Finistère est découpé en quatre arrondissements regroupant les cantons suivants :
- Arrondissement de Brest : 
Brest-Bellevue, Brest-Cavale-Blanche-Bohars-Guilers, Brest-Centre, Brest-Kerichen, Brest-L'Hermitage-Gouesnou, Brest-Lambézellec, Brest-Plouzané, Brest-Recouvrance, Brest-Saint-Marc, Brest-Saint-Pierre, Daoulas, Guipavas, Landerneau, Lannilis, Lesneven, Ouessant, Plabennec, Ploudalmézeau, Ploudiry, Saint-Renan.
- Arrondissement de Châteaulin : 
Carhaix-Plouguer, Châteaulin, Châteauneuf-du-Faou, Crozon, Le Faou, Huelgoat, Pleyben.
- Arrondissement de Morlaix : 
Landivisiau, Lanmeur, Morlaix, Plouescat, Plouigneau, Plouzévédé, Saint-Pol-de-Léon, Saint-Thégonnec, Sizun, Taulé.
- Arrondissement de Quimper : 
Arzano, Bannalec, Briec, Concarneau, Douarnenez, Fouesnant, Le Guilvinec, Plogastel-Saint-Germain, Pont-Aven, Pont-Croix, Pont-l'Abbé, Quimper-1, Quimper-2, Quimper-3, Quimperlé, Rosporden, Scaër.

Depuis le redécoupage cantonal de 2014, un canton peut contenir des communes provenant de plusieurs arrondissements. C'est le cas des cinq cantons suivants : Briec, Douarnenez, Landivisiau, Pont-de-Buis-lès-Quimerch et Quimper-1.
|              | Identité                | Circonscription administrative | Anciennes fonctions                                            |
| ------------ | ----------------------- | ------------------------------ | -------------------------------------------------------------- |
| Préfet       | Alain Espinasse         | Finistère                      | Directeur de cabinet de la présidente de l'Assemblée nationale |
| Sous-préfets | Jean-Philippe Setbon    | Arr. de Brest                  | Administrateur général                                         |
| Sous-préfets | Estelle Leprêtre        | Arr. de Châteaulin             | Sous-préfète de Jonzac                                         |
| Sous-préfets | Françoise Plouviez-Diaz | Arr. de Morlaix                | Sous-préfète hors classe de Coutances                          |

### Députés et circonscriptions législatives
Depuis le nouveau découpage électoral, le département comprend huit circonscriptions regroupant les cantons suivants :
- 1re circonscription : Briec, Fouesnant, Quimper-1, Quimper-2, Quimper-3.
- 2e circonscription : Brest-Bellevue, Brest-Cavale-Blanche-Bohars-Guilers, Brest-Centre, Brest-L'Hermitage-Gouesnou, Brest-Kerichen, Brest-Lambezellec, Brest-Saint-Marc
- 3e circonscription : Brest-Plouzané, Brest-Recouvrance, Brest-Saint-Pierre, Plabennec, Ploudalmézeau, Saint-Renan
- 4e circonscription : Lanmeur, Morlaix, Ploudiry, Plouigneau, Plouzévédé, Saint-Pol-de-Léon, Saint-Thégonnec, Sizun, Taulé.
- 5e circonscription : Guipavas, Landerneau, Landivisiau, Lannilis, Lesneven, Plouescat.
- 6e circonscription : Carhaix-Plouguer, Châteaulin, Châteauneuf-du-Faou, Crozon, Daoulas, Le Faou, Huelgoat, Ouessant, Pleyben.
- 7e circonscription : Douarnenez, Guilvinec, Plogastel-Saint-Germain, Pont-Croix, Pont-l'Abbé.
- 8e circonscription : Arzano, Bannalec, Concarneau, Pont-Aven, Quimperlé, Rosporden, Scaër.

Députés du Finistère depuis 2024.

| Circ. | Nom                 |  | Parti | Groupe                      | Suppléant              |
| ----- | ------------------- |  | ----- | --------------------------- | ---------------------- |
| 1re   | Annaïg Le Meur      |  | RE    | Ensemble pour la République | Gwenola Bayes          |
| 2e    | Pierre-Yves Cadalen |  | LFI   | La France insoumise         | Cécile Beaudouin       |
| 3e    | Didier Le Gac       |  | RE    | Ensemble pour la République | Anne-Thérèse Roudaut   |
| 4e    | Sandrine Le Feur    |  | RE    | Ensemble pour la République | Éric Grall             |
| 5e    | Graziella Melchior  |  | RE    | Ensemble pour la République | Jean-Charles Le Borgne |
| 6e    | Mélanie Thomin      |  | PS    | Socialistes et apparentés   | Sylvain Le Treust      |
| 7e    | Liliana Tanguy      |  | RE    | Ensemble pour la République | Bernard Arroues        |
| 8e    | Erwan Balanant      |  | MoDem | Les Démocrates              | Fabienne Le Calvez     |

### Sénateurs
Alors que les sénateurs du Finistère étaient tous de droite ou du centre au début de la Ve République, la progression de la gauche aux élections locales a permis au Parti socialiste de remporter un nombre important de voix de grands électeurs.
Lors des sénatoriales de 1998 (au scrutin majoritaire) et de 2008 (à la proportionnelle), le PS parvient à faire élire trois sénateurs, la droite n'en conservant qu'un seul. Lors des élections de 2014, le rapport de forces se rééquilibre avec l'élection de deux sénateurs PS, un UMP et un centriste.
Lors du scrutin de 2020, la liste « Agissons pour le Finistère » (UDI-LREM) conduite par le sénateur sortant Michel Canévet remporte 2 sièges, soit un de plus qu'en 2014, la liste « L'équipe Finistère - Asembles Evid Penn ar Bed » (PS-G.s) dirigée par Jean-Luc Fichet conserve un siège (en recul par rapport aux dernières sénatoriales) et la liste « Ensemble pour le Finistère avec Gérard Larcher » (LR) de Philippe Paul reste stable.
|  | Identité        | Étiquette | Groupe | Autres mandats (passés ou actuels)                                                                  |
|  | --------------- | --------- | ------ | --------------------------------------------------------------------------------------------------- |
|  | Michel Canévet  | UDI       | UC     | Maire de Plonéour-Lanvern (1992 → 2017) Conseiller général de Plogastel-Saint-Germain (1992 → 2014) |
|  | Jean-Luc Fichet | PS        | SER    | Maire de Lanmeur (1989 → 2017) Conseiller général de Lanmeur (1998 → 2011)                          |
|  | Nadège Havet    | RE        | RDPI   | Adjointe au maire de Saint-Pabu (2014 → )                                                           |
|  | Philippe Paul   | LR        | LR     | Maire de Douarnenez (2008 → 2017) Conseiller général de Douarnenez (2001 → 2008)                    |

### Conseillers régionaux
Le conseil régional de Bretagne compte 83 membres élus pour six ans dont 24 représentant le Finistère (soit un de plus qu'en 2015). Dans le détail, la liste d'union de la gauche « La Bretagne avec Loïg » a obtenu 12 sièges, l'union de la droite (« Hissons haut la Bretagne ») et l'union à gauche avec des écologistes (« Bretagne d'avenir ») 4, l'union du centre (« Nous la Bretagne ») et le Rassemblement national (« Une Bretagne forte »), 2.
| Michaël Quernez *     |  | PS    | 01 | Union de la gauche                  | Bretagne démocrate sociale et écologiste                   |
| Régine Roué           |  | ECO   | 02 | Union de la gauche                  | Bretagne ma vie                                            |
| Loïc Hénaff           |  | SE    | 03 | Union de la gauche                  | Bretagne démocrate sociale et écologiste                   |
| Forough Dadkhah *     |  | PS    | 04 | Union de la gauche                  | Bretagne démocrate sociale et écologiste                   |
| Christian Troadec     |  | PLB   | 05 | Union de la gauche                  | Autonomie et régionalisme                                  |
| Émilie Kuchel         |  | PS    | 06 | Union de la gauche                  | Bretagne démocrate sociale et écologiste                   |
| Olivier Le Bras       |  | DVG   | 07 | Union de la gauche                  | Bretagne démocrate sociale et écologiste                   |
| Laurence Fortin *     |  | PS    | 08 | Union de la gauche                  | Bretagne démocrate sociale et écologiste                   |
| Fortuné Pellicano     |  | PRG   | 09 | Union de la gauche                  | Bretagne démocrate sociale et écologiste                   |
| Gaël Le Meur          |  | PS    | 10 | Union de la gauche                  | Bretagne démocrate sociale et écologiste                   |
| Denis Palluel         |  | ECO   | 11 | Union de la gauche                  | Bretagne ma vie                                            |
| Gladys Grelaud        |  | PCF   | 12 | Union de la gauche                  | Communistes et progressistes                               |
| Stéphane Roudaut      |  | DVD   | 01 | Union de la droite                  | Hissons haut la Bretagne - Droite, centre et régionalistes |
| Gaëlle Nicolas        |  | LR    | 02 | Union de la droite                  | Hissons haut la Bretagne - Droite, centre et régionalistes |
| Yvan Moullec          |  | UDI   | 03 | Union de la droite                  | Hissons haut la Bretagne - Droite, centre et régionalistes |
| Agnès Le Brun         |  | DVD   | 04 | Union de la droite                  | Hissons haut la Bretagne - Droite, centre et régionalistes |
| Ronan Pichon *        |  | LÉ    | 01 | Union à gauche avec des écologistes | Bretagne démocrate sociale et écologiste                   |
| Christine Prigent     |  | LÉ    | 02 | Union à gauche avec des écologistes | Breizh a-gleiz - Autonomie, écologie, territoires          |
| Christian Guyonvarc'h |  | UDB   | 03 | Union à gauche avec des écologistes | Breizh a-gleiz - Autonomie, écologie, territoires          |
| Julie Dupuy           |  | LÉ    | 04 | Union à gauche avec des écologistes | Les Écologistes de Bretagne - Ekologourien Breizh          |
| Tristan Bréhier       |  | RE    | 01 | Union du centre                     | Nous la Bretagne - Ni Breizhiz                             |
| Alexandra Guilloré    |  | MoDem | 02 | Union du centre                     | Nous la Bretagne - Ni Breizhiz                             |
| Renée Thomaïdis       |  | RN    | 01 | Rassemblement national              | Rassemblement national                                     |
| Patrick Le Fur        |  | RN    | 02 | Rassemblement national              | Rassemblement national                                     |
| * Vice-président(e)   |  |       |    |                                     |                                                            |

### Conseillers départementaux
Le nombre de cantons finistériens a été divisé par deux depuis le redécoupage cantonal de 2014, celui-ci passant de 54 à 27. Dans chacun d'entre eux, un binôme paritaire est élu, ce qui porte à 54 le nombre de conseillers départementaux. À l'issue des élections départementales de 2015, la gauche conserve de justesse la majorité et Nathalie Sarrabezolles (PS, canton de Guipavas) est élue présidente du conseil départemental au troisième tour de scrutin.
À la suite des élections départementales qui ont conduit au basculement à droite du département, Maël de Calan (SL, canton de Saint-Pol-de-Léon) est élu président du conseil départemental le 1er juillet 2021 par 28 voix contre 24 pour Kevin Faure, candidat de la nouvelle opposition de gauche Finistère et Solidaires.
| Canton                    | Conseillers                  | Partis | Partis | Groupes                    |
| ------------------------- | ---------------------------- | ------ | ------ | -------------------------- |
| Brest-1                   | Kévin Faure                  |        | PS     | Finistère et Solidaires    |
| Brest-1                   | Jacqueline Héré              |        | PCF    | Finistère et Solidaires    |
| Brest-2                   | Barthélémy Gonella           |        | ND     | Finistère d'Avenir         |
| Brest-2                   | Pauline Louis-Joseph-Dogué   |        | LÉ     | Finistère d'Avenir         |
| Brest-3                   | Yves du Buit                 |        | UDI    | Alliance pour le Finistère |
| Brest-3                   | Emmanuelle Tournier          |        | RE     | Alliance pour le Finistère |
| Brest-4                   | Véronique Bourbigot          |        | LR     | Alliance pour le Finistère |
| Brest-4                   | Pierre Ogor                  |        | DVD    | Alliance pour le Finistère |
| Brest-5                   | Frédérique Bonnard Le Floc'h |        | PS     | Finistère et Solidaires    |
| Brest-5                   | Hosny Trabelsi               |        | PS     | Finistère et Solidaires    |
| Briec                     | Amélie Caro                  |        | DVD    | Alliance pour le Finistère |
| Briec                     | Raymond Messager             |        | DVD    | Alliance pour le Finistère |
| Carhaix-Plouguer          | Corinne Nicole               |        | PLB    | Autonomie et régionalisme  |
| Carhaix-Plouguer          | Philippe Guillemot           |        | PLB    | Autonomie et régionalisme  |
| Concarneau                | Céline Gaz-Le Tendre         |        | DVG    | Finistère et Solidaires    |
| Concarneau                | Michel Loussouarn            |        | DVG    | Finistère et Solidaires    |
| Crozon Crozon-Châteaulin  | Jacques Gouerou              |        | DVD    | Alliance pour le Finistère |
| Crozon Crozon-Châteaulin  | Monique Porcher              |        | DVD    | Alliance pour le Finistère |
| Douarnenez                | Didier Guillon               |        | LR     | Alliance pour le Finistère |
| Douarnenez                | Jocelyne Poitevin            |        | DVD    | Alliance pour le Finistère |
| Fouesnant                 | Laure Caramaro               |        | DVD    | Alliance pour le Finistère |
| Fouesnant                 | Alain Le Grand               |        | DVD    | Alliance pour le Finistère |
| Guipavas                  | Dider Malleron               |        | PS     | Finistère et Solidaires    |
| Guipavas                  | Nathalie Sarrabezolles       |        | PS     | Finistère et Solidaires    |
| Landerneau                | Viviane Bervas               |        | DVD    | Alliance pour le Finistère |
| Landerneau                | Bernard Goalec               |        | DVD    | Alliance pour le Finistère |
| Landivisiau               | Élisabeth Guillerm           |        | DVD    | Alliance pour le Finistère |
| Landivisiau               | Jean-Marc Puchois            |        | DVD    | Alliance pour le Finistère |
| Lesneven                  | Pascal Goulaouic             |        | DVD    | Alliance pour le Finistère |
| Lesneven                  | Lédie Le Hir                 |        | DVD    | Alliance pour le Finistère |
| Moëlan-sur-Mer            | Claude Jaffré                |        | PS     | Finistère et Solidaires    |
| Moëlan-sur-Mer            | Sandrine Manusset            |        | DVG    | Finistère et Solidaires    |
| Morlaix                   | Ismaël Dupont                |        | PCF    | Finistère et Solidaires    |
| Morlaix                   | Gaëlle Zaneguy               |        | DVG    | Finistère et Solidaires    |
| Plabennec                 | Marguerite Lamour            |        | LR     | Alliance pour le Finistère |
| Plabennec                 | Guy Taloc                    |        | DVD    | Alliance pour le Finistère |
| Plonéour-Lanvern          | Franck Pichon                |        | DVD    | Alliance pour le Finistère |
| Plonéour-Lanvern          | Jocelyne Plouhinec           |        | DVD    | Alliance pour le Finistère |
| Plouigneau                | Joëlle Huon                  |        | PS     | Finistère et Solidaires    |
| Plouigneau                | Pierre Le Goff               |        | DVG    | Finistère et Solidaires    |
| Pont-de-Buis-lès-Quimerch | Isabelle Maugeais            |        | PCF    | Finistère et Solidaires    |
| Pont-de-Buis-lès-Quimerch | Julien Poupon                |        | PS     | Finistère et Solidaires    |
| Pont-l'Abbé               | Nathalie Carrot-Tanneau      |        | LR     | Alliance pour le Finistère |
| Pont-l'Abbé               | Stéphane Le Doaré            |        | DVD    | Alliance pour le Finistère |
| Quimper-1                 | Armelle Huruguen             |        | PS     | Finistère et Solidaires    |
| Quimper-1                 | David Le Goff                |        | DVG    | Finistère et Solidaires    |
| Quimper-2                 | Marie-Pierre Jean-Jacques    |        | DVG    | Finistère et Solidaires    |
| Quimper-2                 | Matthieu Stervinou           |        | PS     | Finistère et Solidaires    |
| Quimperlé                 | Anne Maréchal                |        | PS     | Finistère et Solidaires    |
| Quimperlé                 | Bernard Pelletier            |        | PS     | Finistère et Solidaires    |
| Saint-Pol-de-Léon         | Aline Chevaucher             |        | LR     | Alliance pour le Finistère |
| Saint-Pol-de-Léon         | Maël de Calan                |        | SL     | Alliance pour le Finistère |
| Saint-Renan               | Marie-Christine Lainez       |        | LR     | Alliance pour le Finistère |
| Saint-Renan               | Gilles Mounier               |        | DVD    | Alliance pour le Finistère |

Lors de la séance inaugurale du conseil départemental, 6 vice-présidentes et 6 vice-présidents ont été élus.
|     | Identité                | Groupe | Attributions                                                                                  |
| --- | ----------------------- | ------ | --------------------------------------------------------------------------------------------- |
| 1re | Jocelyne Poitevin       | APF    | Action sociale                                                                                |
| 2e  | Jacques Gouérou         | APF    | Économie et pêche                                                                             |
| 3e  | Véronique Bourbigot     | APF    | Culture, jeunesse et égalité femmes-hommes                                                    |
| 4e  | Gilles Mounier          | APF    | Développement durable et territoires                                                          |
| 5e  | Viviane Bervas          | APF    | Environnement, biodiversité, économie circulaire, mer, littoral et espaces naturels sensibles |
| 6e  | Stéphane Le Doaré       | APF    | Infrastructures et désenclavement                                                             |
| 7e  | Nathalie Carrot-Tanneau | APF    | Handicap                                                                                      |
| 8e  | Alain Le Grand          | APF    | Ressources humaines et dialogue social                                                        |
| 9e  | Lédie Le Hir            | APF    | Finances et moyens généraux                                                                   |
| 10e | Didier Guillon          | APF    | Logement et habitat                                                                           |
| 11e | Emmanuelle Tournier     | APF    | Sports, associations et économie sociale et solidaire                                         |
| 12e | Raymond Messager        | APF    | Ruralité                                                                                      |

Par ailleurs, des conseillères et conseillers départementaux délégués ont été désignés :
- Monique Porcher : MDPH (maison départementale des personnes handicapées)
- Jocelyne Plouhinec : insertion et retour à l’emploi
- Bernard Goalec : personnes âgées
- Franck Pichon : collèges
- Élisabeth Guillerm : culture et patrimoine
- Aline Chevaucher : langue bretonne
- Guy Taloc : politiques de l’eau
- Laure Caramaro : déplacements doux
- Yves du Buit : enseignement supérieur, recherche et innovation
- Pierre Ogor : routes
- Amélie Caro : numérique
- Jean-Marc Puchois : attractivité, tourisme et nautisme
- Marie-Christine Lainez : agriculture
- Pascal Goulaouic : contrôle de gestion et évaluation des politiques publiques
- Marguerite Lamour : SDIS (service départemental d'incendie et de secours) et devoir de mémoire

Groupes politiques
Le conseil départemental du Finistère compte quatre groupes politiques : 
- l'Alliance pour le Finistère, groupe majoritaire de l'union de la droite et du centre ;
- Finistère et Solidaires, principale opposition, qui réunit des élus socialistes, communistes et divers gauche ;
- Autonomie et régionalisme, groupe des élus régionalistes PLB ;
- Finistère d'Avenir, qui regroupe les deux élus Europe Écologie Les Verts et Nouvelle Donne.

| Groupe                     | Sigle | Président/Co-président               | Statut     | Effectif |
| -------------------------- | ----- | ------------------------------------ | ---------- | -------- |
| Alliance pour le Finistère | APF   | Maël de Calan                        | majorité   | 28       |
| Finistère et Solidaires    | F&S   | Kévin Faure et Armelle Huruguen      | opposition | 22       |
| Autonomie et Régionalisme  | AR    | Philippe Guillemot et Corinne Nicole | opposition | 2        |
| Finistère d'Avenir         | FA    | Barthélémy Gonella                   | opposition | 2        |

### Présidents d'intercommunalités
| Carte des intercommunalités du Finistère au 1er janvier 2020. |    |                                       |                         |       |       |          |
|                                                               |    | Intercommunalité                      | Président               | Parti | Parti | Élection |
|                                                               | M  | Brest Métropole                       | François Cuillandre     |       | PS    | 2015     |
|                                                               | CC | Cap Sizun - Pointe du Raz             | Gilles Sergent          |       | DVD   | 2020     |
|                                                               | CA | Concarneau Cornouaille Agglomération  | Olivier Bellec          |       | PS    | 2020     |
|                                                               | CC | Douarnenez Communauté                 | Philippe Audurier       |       | DVG   | 2020     |
|                                                               | CC | Haut-Léon Communauté                  | Jacques Edern           |       | DVG   | 2020     |
|                                                               | CC | Haut Pays Bigouden                    | Josiane Kerloc'h        |       | UDI   | 2020     |
|                                                               | CC | Haute Cornouaille                     | Bernard Saliou          |       | DVG   | 2014     |
|                                                               | CC | Lesneven Côte des Légendes            | Claudie Balcon          |       | DVG   | 2020     |
|                                                               | CC | Monts d'Arrée Communauté              | Jean-François Dumonteil |       | SE    | 2020     |
|                                                               | CA | Morlaix Communauté                    | Jean-Paul Vermot        |       | PS    | 2020     |
|                                                               | CC | Pays Bigouden Sud                     | Stéphane Le Doaré       |       | LR    | 2020     |
|                                                               | CC | Pays d'Iroise Communauté              | André Talarmin          |       | DVD   | 2001     |
|                                                               | CA | Pays de Landerneau-Daoulas            | Patrick Leclerc         |       | DVD   | 2014     |
|                                                               | CC | Pays de Landivisiau                   | Henri Billon            |       | DVD   | 2020     |
|                                                               | CC | Pays des Abers                        | Jean-François Tréguer   |       | DVD   | 2020     |
|                                                               | CC | Pays Fouesnantais                     | Roger Le Goff           |       | LR    | 1993     |
|                                                               | CC | Pleyben-Châteaulin-Porzay             | Gaëlle Nicolas          |       | LR    | 2017     |
|                                                               | CC | Poher Communauté                      | Christian Troadec       |       | PLB   | 2008     |
|                                                               | CC | Presqu'île de Crozon - Aulne Maritime | Mickaël Kernéis         |       | DVG   | 2020     |
|                                                               | CA | Quimper Bretagne Occidentale          | Isabelle Assih          |       | PS    | 2020     |
|                                                               | CA | Quimperlé Communauté                  | Sébastien Miossec       |       | PS    | 2014     |

Le Finistère compte par ailleurs cinq pays au sens de la loi Voynet dont deux couvrant plusieurs départements :	
- le Pays de Brest, qui réunit la métropole brestoise et six communautés de communes du Bas-Léon ;
- le Pays Centre Ouest Bretagne, qui couvre trois départements (Côtes-d'Armor, Finistère et Morbihan) et correspond à la région historique du Poher ;
- le Pays de Cornouaille, au sud du département, qui regroupe sept intercommunalités du pays quimpérois ;
- le Pays de Lorient, dont le siège est situé dans le Morbihan et que Quimperlé Communauté a intégré en 2018 ;
- le Pays de Morlaix, au nord-est, dont les limites se confondent en partie avec celles du Haut-Léon.

### Maires

Carte des 277 communes du Finistère au 1er janvier 2019.

| Commune            | Maire                     |  | Parti | Élection | Population |
| ------------------ | ------------------------- |  | ----- | -------- | ---------- |
| Bannalec           | Christophe Le Roux        |  | DVG   | 2020     | 5 707      |
| Brest              | François Cuillandre       |  | PS    | 2001     | 140 993    |
| Briec              | Thomas Férec              |  | PS    | 2020     | 5 815      |
| Carhaix-Plouguer   | Christian Troadec         |  | PLB   | 2001     | 7 326      |
| Châteaulin         | Gaëlle Nicolas            |  | LR    | 2008     | 5 106      |
| Concarneau         | Marc Bigot                |  | DVD   | 2020     | 20 632     |
| Crozon             | Patrick Berthelot         |  | RE    | 2020     | 7 410      |
| Douarnenez         | Jocelyne Poitevin         |  | DVD   | 2020     | 14 188     |
| Ergué-Gabéric      | Hervé Herry               |  | DVD   | 2008     | 8 576      |
| Fouesnant          | Roger Le Goff             |  | LR    | 1989     | 10 204     |
| Gouesnou           | Stéphane Roudaut          |  | LR    | 2014     | 6 412      |
| Guilers            | Pierre Ogor               |  | DVD   | 2008     | 8 221      |
| Guipavas           | Fabrice Jacob             |  | DVD   | 2017     | 15 401     |
| Landerneau         | Patrick Leclerc           |  | LR    | 2008     | 16 327     |
| Landivisiau        | Laurence Claisse          |  | DVD   | 2014     | 9 197      |
| Lannilis           | Jean-François Tréguer     |  | DVD   | 2014     | 5 712      |
| Le Relecq-Kerhuon  | Laurent Péron             |  | PS    | 2020     | 11 837     |
| Lesneven           | Claudie Balcon            |  | DVG   | 2014     | 7 471      |
| Locmaria-Plouzané  | Viviane Godebert          |  | DVD   | 2001     | 5 160      |
| Moëlan-sur-Mer     | Marie-Louise Grisel       |  | DVG   | 2020     | 6 763      |
| Morlaix            | Jean-Paul Vermot          |  | PS    | 2020     | 15 220     |
| Penmarch           | Gwenola Le Troadec        |  | DVG   | 2020     | 5 320      |
| Plabennec          | Marie-Annick Creac'hcadec |  | LR    | 2014     | 8 633      |
| Plonéour-Lanvern   | Josiane Kerloch           |  | UDI   | 2017     | 6 403      |
| Ploudalmézeau      | Marguerite Lamour         |  | LR    | 2001     | 6 440      |
| Plougastel-Daoulas | Dominique Cap             |  | LR    | 2001     | 13 431     |
| Plouguerneau       | Yannig Robin              |  | LÉ    | 2014     | 6 719      |
| Plouigneau         | Joëlle Huon               |  | PS    | 2020     | 5 039      |
| Plouzané           | Yves Du Buit              |  | UDI   | 2020     | 13 437     |
| Pont-l'Abbé        | Stéphane Le Doaré         |  | LR    | 2016     | 8 403      |
| Quimper            | Isabelle Assih            |  | PS    | 2020     | 64 530     |
| Quimperlé          | Michaël Quernez           |  | PS    | 2014     | 12 444     |
| Rosporden          | Michel Loussouarn         |  | PS    | 2016     | 7 580      |
| Saint-Pol-de-Léon  | Stéphane Cloarec          |  | DVD   | 2020     | 6 841      |
| Saint-Renan        | Gilles Mounier            |  | DVD   | 2014     | 8 454      |
| Scaër              | Jean-Yves Le Goff         |  | LR    | 2014     | 5 197      |
| Trégunc            | Olivier Bellec            |  | PS    | 2014     | 7 094      |

En cours de mandat, plusieurs communes ont vu un changement de maire :
Entre 2014 et 2020, le nombre de communes finistériennes est passé de 283 à 277 à la suite de la création de six communes nouvelles qui regroupent 12 communes déléguées. Un maire délégué est élu dans chacune d'entre elles.
|      | Commune nouvelle            | Communes déléguées                            |
| ---- | --------------------------- | --------------------------------------------- |
| 2016 | Audierne                    | Audierne - Esquibien                          |
| 2016 | Saint-Thégonnec Loc-Eguiner | Loc-Eguiner-Saint-Thégonnec - Saint-Thégonnec |
| 2017 | Milizac-Guipronvel          | Guipronvel - Milizac                          |
| 2017 | Plounéour-Brignogan-Plages  | Brignogan-Plages - Plounéour-Trez             |
| 2019 | Plouigneau                  | Plouigneau - Le Ponthou                       |
| 2019 | Poullaouen                  | Locmaria-Berrien - Poullaouen                 |

## Résultats électoraux

### Élections présidentielles
- Élection présidentielle de 2022 :

|                                               |                                               | Premier tour 10 avril 2022 | Premier tour 10 avril 2022       | Second tour 24 avril 2022 | Second tour 24 avril 2022        |
|                                               |                                               | Nombre                     | % des inscrits                   | Nombre                    | % des inscrits                   |
| Inscrits                                      | Inscrits                                      | 709 701                    | 100,00                           | 709 818                   | 100,00                           |
| Abstentions                                   | Abstentions                                   | 154 870                    | 21,82                            | 161 974                   | 22,82                            |
| Votants                                       | Votants                                       | 554 831                    | 78,18                            | 547 844                   | 77,18                            |
|                                               |                                               |                            | % des votants                    |                           | % des votants                    |
| Bulletins blancs                              | Bulletins blancs                              | 8 692                      | 1,57                             | 42 852                    | 7,82                             |
| Bulletins nuls                                | Bulletins nuls                                | 3 220                      | 0,58                             | 12 523                    | 2,29                             |
| Suffrages exprimés                            | Suffrages exprimés                            | 542 919                    | 97,85                            | 492 469                   | 89,89                            |
|                                               |                                               |                            |                                  |                           |                                  |
| Candidat Parti politique                      | Candidat Parti politique                      | Voix                       | % des exprimés Différence France | Voix                      | % des exprimés Différence France |
|                                               | Nathalie Arthaud Lutte ouvrière               | 3 627                      | 0,67 · 0,11                      |                           |                                  |
|                                               | Fabien Roussel Parti communiste français      | 15 340                     | 2,83 · 0,55                      |                           |                                  |
|                                               | Emmanuel Macron La République en marche       | 174 894                    | 32,21 · 4,36                     | 332 396                   | 67,50 · 8,95                     |
|                                               | Jean Lassalle Résistons                       | 18 320                     | 3,37 · 0,24                      |                           |                                  |
|                                               | Marine Le Pen Rassemblement national          | 100 890                    | 18,58 · 4,57                     | 160 073                   | 32,50 · 8,95                     |
|                                               | Éric Zemmour Reconquête                       | 25 607                     | 4,72 · 2,35                      |                           |                                  |
|                                               | Jean-Luc Mélenchon La France insoumise        | 116 591                    | 21,47 · 0,48                     |                           |                                  |
|                                               | Anne Hidalgo Parti socialiste                 | 13 077                     | 2,41 · 0,66                      |                           |                                  |
|                                               | Yannick Jadot Europe Écologie Les Verts       | 33 200                     | 6,12 · 1,49                      |                           |                                  |
|                                               | Valérie Pécresse Les Républicains             | 26 541                     | 4,89 · 0,11                      |                           |                                  |
|                                               | Philippe Poutou Nouveau Parti anticapitaliste | 6 266                      | 1,15 · 0,38                      |                           |                                  |
|                                               | Nicolas Dupont-Aignan Debout la France        | 8 566                      | 1,58 · 0,48                      |                           |                                  |
| Source : Ministère de l'Intérieur - Finistère |                                               |                            |                                  |                           |                                  |

| Commune            | Candidat        | Score (%) | Candidat      | Score (%) |
| ------------------ | --------------- | --------- | ------------- | --------- |
| Bannalec           | Emmanuel Macron | 55,01     | Marine Le Pen | 44,99     |
| Brest              | Emmanuel Macron | 69,83     | Marine Le Pen | 30,17     |
| Briec              | Emmanuel Macron | 64,99     | Marine Le Pen | 35,01     |
| Carhaix-Plouguer   | Emmanuel Macron | 60,82     | Marine Le Pen | 39,18     |
| Châteaulin         | Emmanuel Macron | 61,44     | Marine Le Pen | 38,56     |
| Concarneau         | Emmanuel Macron | 69,38     | Marine Le Pen | 30,62     |
| Crozon             | Emmanuel Macron | 64,75     | Marine Le Pen | 35,25     |
| Douarnenez         | Emmanuel Macron | 71,36     | Marine Le Pen | 28,64     |
| Ergué-Gabéric      | Emmanuel Macron | 69,18     | Marine Le Pen | 30,82     |
| Fouesnant          | Emmanuel Macron | 71,34     | Marine Le Pen | 28,66     |
| Gouesnou           | Emmanuel Macron | 71,84     | Marine Le Pen | 28,16     |
| Guilers            | Emmanuel Macron | 66,71     | Marine Le Pen | 33,29     |
| Guipavas           | Emmanuel Macron | 71,65     | Marine Le Pen | 28,35     |
| Landerneau         | Emmanuel Macron | 71,65     | Marine Le Pen | 28,35     |
| Landivisiau        | Emmanuel Macron | 64,44     | Marine Le Pen | 35,56     |
| Lannilis           | Emmanuel Macron | 68,82     | Marine Le Pen | 31,18     |
| Le Relecq-Kerhuon  | Emmanuel Macron | 76,69     | Marine Le Pen | 23,31     |
| Lesneven           | Emmanuel Macron | 67,49     | Marine Le Pen | 32,51     |
| Locmaria-Plouzané  | Emmanuel Macron | 73,06     | Marine Le Pen | 26,94     |
| Moëlan-sur-Mer     | Emmanuel Macron | 65,33     | Marine Le Pen | 34,67     |
| Morlaix            | Emmanuel Macron | 73,67     | Marine Le Pen | 26,33     |
| Penmarch           | Emmanuel Macron | 63,13     | Marine Le Pen | 36,87     |
| Plabennec          | Emmanuel Macron | 68,75     | Marine Le Pen | 31,25     |
| Plonéour-Lanvern   | Emmanuel Macron | 66,34     | Marine Le Pen | 33,66     |
| Ploudalmézeau      | Emmanuel Macron | 62,10     | Marine Le Pen | 37,90     |
| Plougastel-Daoulas | Emmanuel Macron | 74,93     | Marine Le Pen | 25,07     |
| Plouguerneau       | Emmanuel Macron | 65,71     | Marine Le Pen | 34,29     |
| Plouigneau         | Emmanuel Macron | 62,98     | Marine Le Pen | 37,02     |
| Plouzané           | Emmanuel Macron | 69,22     | Marine Le Pen | 30,78     |
| Pont-l'Abbé        | Emmanuel Macron | 68,49     | Marine Le Pen | 31,51     |
| Quimper            | Emmanuel Macron | 74,12     | Marine Le Pen | 25,88     |
| Quimperlé          | Emmanuel Macron | 64,85     | Marine Le Pen | 35,15     |
| Rosporden          | Emmanuel Macron | 60,21     | Marine Le Pen | 39,79     |
| Saint-Pol-de-Léon  | Emmanuel Macron | 68,88     | Marine Le Pen | 31,12     |
| Saint-Renan        | Emmanuel Macron | 69,97     | Marine Le Pen | 30,03     |
| Scaër              | Emmanuel Macron | 53,27     | Marine Le Pen | 46,73     |
| Trégunc            | Emmanuel Macron | 63,80     | Marine Le Pen | 36,20     |

- Élection présidentielle de 2017 :

|                                               |                                                  | Premier tour 23 avril 2017 | Premier tour 23 avril 2017 | Second tour 7 mai 2017 | Second tour 7 mai 2017 |
|                                               |                                                  | Nombre                     | % des inscrits             | Nombre                 | % des inscrits         |
| Inscrits                                      | Inscrits                                         | 690 571                    | 100,00                     | 690 439                | 100,00                 |
| Abstentions                                   | Abstentions                                      | 120 636                    | 17,47                      | 144 538                | 20,93                  |
| Votants                                       | Votants                                          | 569 935                    | 82,53                      | 545 901                | 79,07                  |
|                                               |                                                  |                            | % des votants              |                        | % des votants          |
| Bulletins blancs                              | Bulletins blancs                                 | 9 452                      | 1,66                       | 51 327                 | 9,40                   |
| Bulletins nuls                                | Bulletins nuls                                   | 3 298                      | 0,58                       | 14 352                 | 2,63                   |
| Suffrages exprimés                            | Suffrages exprimés                               | 557 185                    | 97,76                      | 480 222                | 87,97                  |
|                                               |                                                  |                            |                            |                        |                        |
| Candidat Parti politique                      | Candidat Parti politique                         | Voix                       | % des exprimés             | Voix                   | % des exprimés         |
|                                               | Emmanuel Macron En marche !                      | 164 095                    | 29,45                      | 371 332                | 77,33                  |
|                                               | Jean-Luc Mélenchon La France insoumise           | 109 607                    | 19,67                      |                        |                        |
|                                               | François Fillon Les Républicains                 | 99 965                     | 17,94                      |                        |                        |
|                                               | Marine Le Pen Front national                     | 77 366                     | 13,89                      | 108 890                | 22,67                  |
|                                               | Benoît Hamon Parti socialiste                    | 60 781                     | 10,91                      |                        |                        |
|                                               | Nicolas Dupont-Aignan Debout la France           | 22 737                     | 4,08                       |                        |                        |
|                                               | Philippe Poutou Nouveau Parti anticapitaliste    | 8 250                      | 1,48                       |                        |                        |
|                                               | Jean Lassalle Résistons                          | 6 192                      | 1,11                       |                        |                        |
|                                               | François Asselineau Union populaire républicaine | 3 697                      | 0,66                       |                        |                        |
|                                               | Nathalie Arthaud Lutte ouvrière                  | 3 638                      | 0,65                       |                        |                        |
|                                               | Jacques Cheminade Solidarité et progrès          | 857                        | 0,15                       |                        |                        |
| Source : Ministère de l'Intérieur - Finistère |                                                  |                            |                            |                        |                        |

| Commune            | Candidat        | Score (%) | Candidat      | Score (%) |
| ------------------ | --------------- | --------- | ------------- | --------- |
| Bannalec           | Emmanuel Macron | 70,70     | Marine Le Pen | 29,30     |
| Brest              | Emmanuel Macron | 78,55     | Marine Le Pen | 21,45     |
| Briec              | Emmanuel Macron | 76,14     | Marine Le Pen | 23,86     |
| Carhaix-Plouguer   | Emmanuel Macron | 77,39     | Marine Le Pen | 22,61     |
| Châteaulin         | Emmanuel Macron | 73,63     | Marine Le Pen | 26,37     |
| Concarneau         | Emmanuel Macron | 76,77     | Marine Le Pen | 23,23     |
| Crozon             | Emmanuel Macron | 72,18     | Marine Le Pen | 27,82     |
| Douarnenez         | Emmanuel Macron | 80,65     | Marine Le Pen | 19,35     |
| Ergué-Gabéric      | Emmanuel Macron | 79,83     | Marine Le Pen | 20,17     |
| Fouesnant          | Emmanuel Macron | 79,31     | Marine Le Pen | 20,69     |
| Gouesnou           | Emmanuel Macron | 81,57     | Marine Le Pen | 18,43     |
| Guilers            | Emmanuel Macron | 76,83     | Marine Le Pen | 23,17     |
| Guipavas           | Emmanuel Macron | 81,16     | Marine Le Pen | 18,84     |
| Landerneau         | Emmanuel Macron | 81,29     | Marine Le Pen | 18,71     |
| Landivisiau        | Emmanuel Macron | 74,71     | Marine Le Pen | 25,29     |
| Lannilis           | Emmanuel Macron | 76,85     | Marine Le Pen | 23,15     |
| Le Relecq-Kerhuon  | Emmanuel Macron | 84,29     | Marine Le Pen | 15,71     |
| Lesneven           | Emmanuel Macron | 77,92     | Marine Le Pen | 22,08     |
| Moëlan-sur-Mer     | Emmanuel Macron | 72,58     | Marine Le Pen | 27,42     |
| Morlaix            | Emmanuel Macron | 83,50     | Marine Le Pen | 16,50     |
| Penmarch           | Emmanuel Macron | 74,79     | Marine Le Pen | 25,21     |
| Plabennec          | Emmanuel Macron | 78,55     | Marine Le Pen | 21,45     |
| Plonéour-Lanvern   | Emmanuel Macron | 79,25     | Marine Le Pen | 20,75     |
| Ploudalmézeau      | Emmanuel Macron | 71,49     | Marine Le Pen | 28,51     |
| Plougastel-Daoulas | Emmanuel Macron | 83,48     | Marine Le Pen | 16,52     |
| Plouguerneau       | Emmanuel Macron | 74,12     | Marine Le Pen | 25,88     |
| Plouzané           | Emmanuel Macron | 77,89     | Marine Le Pen | 22,11     |
| Pont-l'Abbé        | Emmanuel Macron | 80,29     | Marine Le Pen | 19,71     |
| Quimper            | Emmanuel Macron | 83,29     | Marine Le Pen | 16,71     |
| Quimperlé          | Emmanuel Macron | 76,33     | Marine Le Pen | 23,67     |
| Rosporden          | Emmanuel Macron | 72,15     | Marine Le Pen | 27,85     |
| Saint-Pol-de-Léon  | Emmanuel Macron | 77,41     | Marine Le Pen | 22,59     |
| Saint-Renan        | Emmanuel Macron | 77,46     | Marine Le Pen | 22,54     |
| Scaër              | Emmanuel Macron | 69,28     | Marine Le Pen | 30,72     |
| Trégunc            | Emmanuel Macron | 71,75     | Marine Le Pen | 28,25     |

- Élection présidentielle de 2012 :

|                                               | Eva Joly Europe Écologie Les Verts                | 16 536  | 2,95   |         |        |
|                                               | Marine Le Pen Front national                      | 67 101  | 11,98  |         |        |
|                                               | Nicolas Sarkozy Union pour un mouvement populaire | 136 994 | 24,46  | 223 482 | 41,14  |
|                                               | Jean-Luc Mélenchon Front de gauche                | 64 505  | 11,52  |         |        |
|                                               | Philippe Poutou Nouveau Parti anticapitaliste     | 8 273   | 1,48   |         |        |
|                                               | Nathalie Arthaud Lutte ouvrière                   | 3 347   | 0,60   |         |        |
|                                               | Jacques Cheminade Solidarité et progrès           | 1 531   | 0,27   |         |        |
|                                               | François Bayrou Mouvement démocrate               | 63 121  | 11,27  |         |        |
|                                               | Nicolas Dupont-Aignan Debout la République        | 9 944   | 1,78   |         |        |
|                                               | François Hollande Parti socialiste                | 188 720 | 33,70  | 319 789 | 58,86  |
|                                               |                                                   |         |        |         |        |
| Inscrits                                      | Inscrits                                          | 676 771 | 100,00 | 676 503 | 100,00 |
| Abstentions                                   | Abstentions                                       | 107 176 | 15,84  | 103 877 | 15,35  |
| Votants                                       | Votants                                           | 569 595 | 84,16  | 572 626 | 84,65  |
| Blancs ou nuls                                | Blancs ou nuls                                    | 9 523   | 1,67   | 29 355  | 5,13   |
| Exprimés                                      | Exprimés                                          | 560 072 | 98,33  | 543 271 | 94,87  |
| Source : Ministère de l'Intérieur - Finistère |                                                   |         |        |         |        |

- Élection présidentielle de 2007 :

|                                               | François Bayrou Union pour la démocratie française   | 131 177 | 22,74  |         |        |
|                                               | Olivier Besancenot Ligue communiste révolutionnaire  | 28 839  | 5,00   |         |        |
|                                               | José Bové Sans étiquette                             | 8 504   | 1,47   |         |        |
|                                               | Marie-George Buffet Gauche populaire et antilibérale | 9 574   | 1,66   |         |        |
|                                               | Arlette Laguiller Lutte ouvrière                     | 7 121   | 1,23   |         |        |
|                                               | Jean-Marie Le Pen Front national                     | 37 600  | 6,52   |         |        |
|                                               | Frédéric Nihous Chasse, pêche, nature et traditions  | 6 092   | 1,06   |         |        |
|                                               | Ségolène Royal Parti socialiste                      | 168 411 | 29,19  | 301 826 | 53,86  |
|                                               | Nicolas Sarkozy Union pour un mouvement populaire    | 157 307 | 27,27  | 258 614 | 46,14  |
|                                               | Gérard Schivardi Parti des travailleurs              | 1 527   | 0,26   |         |        |
|                                               | Philippe de Villiers Mouvement pour la France        | 10 058  | 1,74   |         |        |
|                                               | Dominique Voynet Les Verts                           | 10 659  | 1,85   |         |        |
|                                               |                                                      |         |        |         |        |
| Inscrits                                      | Inscrits                                             | 667 662 | 100,00 | 667 354 | 100,00 |
| Abstentions                                   | Abstentions                                          | 84 178  | 12,61  | 84 390  | 12,65  |
| Votants                                       | Votants                                              | 583 484 | 87,39  | 582 964 | 87,35  |
| Blancs ou nuls                                | Blancs ou nuls                                       | 6 615   | 1,13   | 22 524  | 3,86   |
| Exprimés                                      | Exprimés                                             | 576 869 | 98,87  | 560 440 | 96,14  |
| Source : Ministère de l'Intérieur - Finistère |                                                      |         |        |         |        |

- Élection présidentielle de 2002 :

|                                     | Bruno Mégret Mouvement national républicain          | 4 427   | 0,96   |         |        |
|                                     | Corinne Lepage Cap21                                 | 9 399   | 2,03   |         |        |
|                                     | Daniel Gluckstein Parti des travailleurs             | 2 108   | 0,46   |         |        |
|                                     | François Bayrou Union pour la démocratie française   | 34 930  | 7,54   |         |        |
|                                     | Jacques Chirac Rassemblement pour la République      | 101 792 | 21,98  | 446 636 | 89,44  |
|                                     | Jean-Marie Le Pen Front national                     | 50 028  | 10,80  | 52 745  | 10,56  |
|                                     | Christiane Taubira Parti radical de gauche           | 10 579  | 2,28   |         |        |
|                                     | Jean Saint-Josse Chasse, pêche, nature et traditions | 16 411  | 3,54   |         |        |
|                                     | Noël Mamère Les Verts                                | 30 389  | 6,56   |         |        |
|                                     | Lionel Jospin Parti socialiste                       | 85 911  | 18,55  |         |        |
|                                     | Christine Boutin Forum des républicains sociaux      | 5 467   | 1,18   |         |        |
|                                     | Robert Hue Parti communiste français                 | 13 479  | 2,91   |         |        |
|                                     | Jean-Pierre Chevènement Mouvement des citoyens       | 22 132  | 4,78   |         |        |
|                                     | Alain Madelin Démocratie libérale                    | 18 988  | 4,10   |         |        |
|                                     | Arlette Laguiller Lutte ouvrière                     | 29 702  | 6,41   |         |        |
|                                     | Olivier Besancenot Ligue communiste révolutionnaire  | 27 334  |        |         |        |
|                                     |                                                      |         |        |         |        |
| Inscrits                            | Inscrits                                             | 635 596 | 100,00 | 635 432 | 100,00 |
| Abstentions                         | Abstentions                                          | 159 032 | 25,02  | 110 251 | 17,35  |
| Votants                             | Votants                                              | 476 564 | 74,98  | 525 181 | 82,65  |
| Blancs ou nuls                      | Blancs ou nuls                                       | 13 488  | 2,83   | 25 800  | 4,91   |
| Exprimés                            | Exprimés                                             | 463 076 | 97,17  | 499 381 | 95,09  |
| Source : Politiquemania - Finistère |                                                      |         |        |         |        |

- Élection présidentielle de 1995 :

|                                     | Philippe de Villiers Mouvement pour la France             | 19 188  | 3,85   |         |        |
|                                     | Jean-Marie Le Pen Front national                          | 45 911  | 9,20   |         |        |
|                                     | Jacques Chirac Rassemblement pour la République           | 108 697 | 21,78  | 253 843 | 51,16  |
|                                     | Arlette Laguiller Lutte ouvrière                          | 30 313  | 6,08   |         |        |
|                                     | Jacques Cheminade Fédération pour une nouvelle solidarité | 1 200   | 0,24   |         |        |
|                                     | Lionel Jospin Parti socialiste                            | 130 415 | 26,14  | 242 305 | 48,84  |
|                                     | Dominique Voynet Les Verts                                | 20 970  | 4,20   |         |        |
|                                     | Édouard Balladur Rassemblement pour la République diss.   | 105 061 | 21,06  |         |        |
|                                     | Robert Hue Parti communiste français                      | 37 211  | 7,46   |         |        |
|                                     |                                                           |         |        |         |        |
| Inscrits                            | Inscrits                                                  | 625 570 | 100,00 | 625 020 | 100,00 |
| Abstentions                         | Abstentions                                               | 115 503 | 18,46  | 107 069 | 17,13  |
| Votants                             | Votants                                                   | 510 067 | 81,54  | 517 951 | 82,87  |
| Blancs ou nuls                      | Blancs ou nuls                                            | 11 101  | 2,18   | 21 803  | 4,21   |
| Exprimés                            | Exprimés                                                  | 498 966 | 97,82  | 496 148 | 95,79  |
| Source : Politiquemania - Finistère |                                                           |         |        |         |        |

- Élection présidentielle de 1988 :

|                                     | Raymond Barre Union pour la démocratie française        | 98 919  | 19,56  |         |        |
|                                     | Pierre Juquin Communiste rénovateur                     | 14 007  | 2,77   |         |        |
|                                     | Jean-Marie Le Pen Front national                        | 50 149  | 9,92   |         |        |
|                                     | Jacques Chirac Rassemblement pour la République         | 105 807 | 20,92  | 235 138 | 45,62  |
|                                     | François Mitterrand Parti socialiste                    | 180 541 | 35,70  | 280 287 | 54,38  |
|                                     | Pierre Boussel Mouvement pour un parti des travailleurs | 1 660   | 0,33   |         |        |
|                                     | Antoine Waechter Les Verts                              | 21 604  | 4,27   |         |        |
|                                     | Arlette Laguiller Lutte ouvrière                        | 11 051  | 2,19   |         |        |
|                                     | André Lajoinie Parti communiste français                | 21 918  | 4,33   |         |        |
|                                     |                                                         |         |        |         |        |
| Inscrits                            | Inscrits                                                | 615 226 | 100,00 | 615 115 | 100,00 |
| Abstentions                         | Abstentions                                             | 103 170 | 16,77  | 85 467  | 13,89  |
| Votants                             | Votants                                                 | 512 056 | 83,23  | 529 648 | 86,11  |
| Blancs ou nuls                      | Blancs ou nuls                                          | 6 400   | 1,25   | 14 223  | 2,69   |
| Exprimés                            | Exprimés                                                | 505 656 | 98,75  | 515 425 | 97,31  |
| Source : Politiquemania - Finistère |                                                         |         |        |         |        |

- Élection présidentielle de 1981 :

|                                     | Arlette Laguiller Lutte ouvrière                   | 10 936  | 2,25   |         |        |
|                                     | Marie-France Garaud Divers droite gaulliste        | 5 024   | 1,03   |         |        |
|                                     | Michel Crépeau Mouvement des radicaux de gauche    | 8 530   | 1,75   |         |        |
|                                     | Huguette Bouchardeau Parti socialiste unifié       | 10 055  | 2,07   |         |        |
|                                     | Brice Lalonde Mouvement d'écologie politique       | 20 793  | 4,28   |         |        |
|                                     | François Mitterrand Parti socialiste               | 132 343 | 27,21  | 249 041 | 49,06  |
|                                     | Valéry Giscard d'Estaing Républicains indépendants | 149 041 | 30,64  | 258 551 | 50,94  |
|                                     | Georges Marchais Parti communiste français         | 48 561  | 9,98   |         |        |
|                                     | Michel Debré Divers droite gaulliste               | 6 012   | 1,24   |         |        |
|                                     | Jacques Chirac Rassemblement pour la République    | 95 074  | 19,55  |         |        |
|                                     |                                                    |         |        |         |        |
| Inscrits                            | Inscrits                                           | 595 439 | 100,00 | 595 204 | 100,00 |
| Abstentions                         | Abstentions                                        | 104 195 | 17,50  | 76 232  | 12,81  |
| Votants                             | Votants                                            | 491 244 | 82,50  | 518 972 | 87,19  |
| Blancs ou nuls                      | Blancs ou nuls                                     | 4 875   | 0,99   | 11 380  | 2,19   |
| Exprimés                            | Exprimés                                           | 486 369 | 99,01  | 507 592 | 97,81  |
| Source : Politiquemania - Finistère |                                                    |         |        |         |        |

- Élection présidentielle de 1974 :

|                                     | Jacques Chaban-Delmas Union des démocrates pour la République | 59 426  | 13,69  |         |        |
|                                     | René Dumont Écologiste                                        | 4 928   | 1,14   |         |        |
|                                     | Valéry Giscard d'Estaing Républicains indépendants            | 179 913 | 41,45  | 262 320 | 58,40  |
|                                     | Guy Héraud Fédéraliste européen                               | 537     | 0,12   |         |        |
|                                     | Alain Krivine Ligue communiste révolutionnaire                | 1 251   | 0,29   |         |        |
|                                     | Arlette Laguiller Lutte ouvrière                              | 9 532   | 2,20   |         |        |
|                                     | Jean-Marie Le Pen Front national                              | 3 403   | 0,78   |         |        |
|                                     | François Mitterrand Parti socialiste                          | 160 978 | 37,09  | 186 833 | 41,60  |
|                                     | Émile Muller Mouvement démocrate-socialiste de France         | 1 498   | 0,35   |         |        |
|                                     | Bertrand Renouvin Nouvelle Action royaliste                   | 497     | 0,11   |         |        |
|                                     | Jean Royer Divers droite                                      | 11 378  | 2,62   |         |        |
|                                     | Jean-Claude Sebag Mouvement fédéraliste européen              | 669     | 0,15   |         |        |
|                                     |                                                               |         |        |         |        |
| Inscrits                            | Inscrits                                                      | 512 440 | 100,00 | 512 244 | 100,00 |
| Abstentions                         | Abstentions                                                   | 76 083  | 14,85  | 59 774  | 11,67  |
| Votants                             | Votants                                                       | 436 357 | 85,15  | 452 470 | 88,33  |
| Blancs ou nuls                      | Blancs ou nuls                                                | 2 347   | 0,54   | 3 317   | 0,73   |
| Exprimés                            | Exprimés                                                      | 434 010 | 99,46  | 449 153 | 99,27  |
| Source : Politiquemania - Finistère |                                                               |         |        |         |        |

- Élection présidentielle de 1969 :

|                                     | Gaston Defferre Section française de l'Internationale ouvrière | 16 547  | 4,20   |         |        |
|                                     | Louis Ducatel Radical-socialiste indépendant                   | 3 687   | 0,94   |         |        |
|                                     | Jacques Duclos Parti communiste français                       | 67 141  | 17,06  |         |        |
|                                     | Alain Krivine Ligue communiste                                 | 3 382   | 0,86   |         |        |
|                                     | Alain Poher Centre démocrate                                   | 74 276  | 18,87  | 112 770 | 32,82  |
|                                     | Georges Pompidou Union pour la défense de la République        | 210 366 | 53,44  | 230 814 | 67,18  |
|                                     | Michel Rocard Parti socialiste unifié                          | 18 273  | 4,64   |         |        |
|                                     |                                                                |         |        |         |        |
| Inscrits                            | Inscrits                                                       | 499 910 | 100,00 | 499 609 | 100,00 |
| Abstentions                         | Abstentions                                                    | 103 837 | 20,77  | 137 543 | 27,53  |
| Votants                             | Votants                                                        | 396 073 | 79,23  | 362 066 | 72,47  |
| Blancs ou nuls                      | Blancs ou nuls                                                 | 2 401   | 0,61   | 18 482  | 5,10   |
| Exprimés                            | Exprimés                                                       | 393 672 | 99,39  | 343 584 | 94,90  |
| Source : Politiquemania - Finistère |                                                                |         |        |         |        |

- Élection présidentielle de 1965 :

|                                     | Marcel Barbu Divers gauche                                    | 3 393   | 0,81   |         |        |
|                                     | Charles de Gaulle Union pour la nouvelle République           | 207 615 | 49,59  | 260 051 | 63,16  |
|                                     | Jean Lecanuet Mouvement républicain populaire                 | 77 223  | 18,44  |         |        |
|                                     | Pierre Marcilhacy Parti libéral européen                      | 4 826   | 1,15   |         |        |
|                                     | François Mitterrand Convention des institutions républicaines | 115 487 | 27,58  | 151 697 | 36,84  |
|                                     | Jean-Louis Tixier-Vignancour Comités Tixier-Vignancour        | 10 145  | 2,42   |         |        |
|                                     |                                                               |         |        |         |        |
| Inscrits                            | Inscrits                                                      | 495 023 | 100,00 | 494 879 | 100,00 |
| Abstentions                         | Abstentions                                                   | 74 411  | 15,03  | 75 685  | 15,29  |
| Votants                             | Votants                                                       | 420 612 | 84,97  | 419 194 | 84,71  |
| Blancs ou nuls                      | Blancs ou nuls                                                | 1 923   | 0,46   | 7 446   | 1,78   |
| Exprimés                            | Exprimés                                                      | 418 689 | 99,54  | 411 748 | 98,22  |
| Source : Politiquemania - Finistère |                                                               |         |        |         |        |

### Élections législatives
| 2024 | 2024 | 2024 | 2024 | 2024 | 2024 | 2024 | 2024 | 2024 |                                                    | Annaïg Le Meur                                     |                                                    | Pierre-Yves Cadalen                                |                                                    | Didier Le Gac                                      |                                                    | Sandrine Le Feur                                   |                                                    | Graziella Melchior                                 |                                                    | Mélanie Thomin                                     |                                                    | Liliana Tanguy                                     |                                                    | Erwan Balanant                                     |                                                    |                                                    |
| 2022 | 2022 | 2022 | 2022 | 2022 | 2022 | 2022 | 2022 | 2022 |                                                    | Annaïg Le Meur                                     |                                                    | Jean-Charles Larsonneur                            |                                                    | Didier Le Gac                                      |                                                    | Sandrine Le Feur                                   |                                                    | Graziella Melchior                                 |                                                    | Mélanie Thomin                                     |                                                    | Liliana Tanguy                                     |                                                    | Erwan Balanant                                     |                                                    |                                                    |
| 2017 | 2017 | 2017 | 2017 | 2017 | 2017 | 2017 | 2017 | 2017 |                                                    | Annaïg Le Meur                                     |                                                    | Jean-Charles Larsonneur                            |                                                    | Didier Le Gac                                      |                                                    | Sandrine Le Feur                                   |                                                    | Graziella Melchior                                 |                                                    | Richard Ferrand                                    |                                                    | Liliana Tanguy                                     |                                                    | Erwan Balanant                                     |                                                    |                                                    |
| 2012 | 2012 | 2012 | 2012 | 2012 | 2012 | 2012 | 2012 | 2012 |                                                    | Jean-Jacques Urvoas                                |                                                    | Patricia Adam                                      |                                                    | Jean-Luc Bleunven                                  |                                                    | Marylise Lebranchu                                 |                                                    | Chantal Guittet                                    |                                                    | Richard Ferrand                                    |                                                    | Annick Le Loch                                     |                                                    | Gilbert Le Bris                                    |                                                    |                                                    |
| 2007 | 2007 | 2007 | 2007 | 2007 | 2007 | 2007 | 2007 | 2007 |                                                    | Jean-Jacques Urvoas                                |                                                    | Patricia Adam                                      |                                                    | Marguerite Lamour                                  |                                                    | Marylise Lebranchu                                 |                                                    | Jacques Le Guen                                    |                                                    | Christian Ménard                                   |                                                    | Annick Le Loch                                     |                                                    | Gilbert Le Bris                                    |                                                    |                                                    |
| 2002 | 2002 | 2002 | 2002 | 2002 | 2002 | 2002 | 2002 | 2002 |                                                    | Marcelle Ramonet                                   |                                                    | Patricia Adam                                      |                                                    | Marguerite Lamour                                  |                                                    | Marylise Lebranchu                                 |                                                    | Jacques Le Guen                                    |                                                    | Christian Ménard                                   |                                                    | Hélène Tanguy                                      |                                                    | Gilbert Le Bris                                    |                                                    |                                                    |
| 1997 | 1997 | 1997 | 1997 | 1997 | 1997 | 1997 | 1997 | 1997 |                                                    | André Angot                                        |                                                    | Jean-Noël Kerdraon                                 |                                                    | François Cuillandre                                |                                                    | Marylise Lebranchu                                 |                                                    | Charles Miossec                                    |                                                    | Kofi Yamgnane                                      |                                                    | Jacqueline Lazard                                  |                                                    | Louis Le Pensec                                    |                                                    |                                                    |
| 1993 | 1993 | 1993 | 1993 | 1993 | 1993 | 1993 | 1993 | 1993 |                                                    | André Angot                                        |                                                    | Bertrand Cousin                                    |                                                    | Jean-Louis Goasduff                                |                                                    | Arnaud Cazin d'Honincthun                          |                                                    | Charles Miossec                                    |                                                    | Jean-Yves Cozan                                    |                                                    | Ambroise Guellec                                   |                                                    | Louis Le Pensec                                    |                                                    |                                                    |
| 1988 | 1988 | 1988 | 1988 | 1988 | 1988 | 1988 | 1988 | 1988 |                                                    | Bernard Poignant                                   |                                                    | Joseph Gourmelon                                   |                                                    | Jean-Louis Goasduff                                |                                                    | Marie Jacq                                         |                                                    | Charles Miossec                                    |                                                    | Jean-Yves Cozan                                    |                                                    | Ambroise Guellec                                   |                                                    | Louis Le Pensec                                    |                                                    |                                                    |
| 1986 | 1986 | 1986 | 1986 | 1986 | 1986 | 1986 | 1986 | 1986 | Scrutin proportionnel plurinominal par département | Scrutin proportionnel plurinominal par département | Scrutin proportionnel plurinominal par département | Scrutin proportionnel plurinominal par département | Scrutin proportionnel plurinominal par département | Scrutin proportionnel plurinominal par département | Scrutin proportionnel plurinominal par département | Scrutin proportionnel plurinominal par département | Scrutin proportionnel plurinominal par département | Scrutin proportionnel plurinominal par département | Scrutin proportionnel plurinominal par département | Scrutin proportionnel plurinominal par département | Scrutin proportionnel plurinominal par département | Scrutin proportionnel plurinominal par département | Scrutin proportionnel plurinominal par département | Scrutin proportionnel plurinominal par département | Scrutin proportionnel plurinominal par département | Scrutin proportionnel plurinominal par département |
| 1981 | 1981 | 1981 | 1981 | 1981 | 1981 | 1981 | 1981 | 1981 |                                                    | Bernard Poignant                                   |                                                    | Joseph Gourmelon                                   |                                                    | Jean-Louis Goasduff                                |                                                    | Marie Jacq                                         |                                                    | Charles Miossec                                    |                                                    | Jean Beaufort                                      |                                                    | Jean Peuziat                                       |                                                    | Louis Le Pensec                                    |                                                    |                                                    |
| 1978 | 1978 | 1978 | 1978 | 1978 | 1978 | 1978 | 1978 | 1978 |                                                    | Marc Bécam                                         |                                                    | Eugène Bérest                                      |                                                    | Jean-Louis Goasduff                                |                                                    | Marie Jacq                                         |                                                    | Charles Miossec                                    |                                                    | Jean Crenn                                         |                                                    | Guy Guermeur                                       |                                                    | Louis Le Pensec                                    |                                                    |                                                    |
| 1973 | 1973 | 1973 | 1973 | 1973 | 1973 | 1973 | 1973 | 1973 |                                                    | Marc Bécam                                         |                                                    | Michel de Bennetot                                 |                                                    | Gabriel de Poulpiquet                              |                                                    | Pierre Lelong                                      |                                                    | Antoine Caill                                      |                                                    | Suzanne Ploux                                      |                                                    | Guy Guermeur                                       |                                                    | Louis Le Pensec                                    |                                                    |                                                    |
| 1968 | 1968 | 1968 | 1968 | 1968 | 1968 | 1968 | 1968 | 1968 |                                                    | Edmond Michelet                                    |                                                    | Michel de Bennetot                                 |                                                    | Gabriel de Poulpiquet                              |                                                    | Pierre Lelong                                      |                                                    | Antoine Caill                                      |                                                    | Suzanne Ploux                                      |                                                    | Gabriel Miossec                                    |                                                    | Jean-Claude Petit                                  |                                                    |                                                    |
| 1967 | 1967 | 1967 | 1967 | 1967 | 1967 | 1967 | 1967 | 1967 |                                                    | Edmond Michelet                                    |                                                    | Georges Lombard                                    |                                                    | Gabriel de Poulpiquet                              |                                                    | Roger Prat                                         |                                                    | Antoine Caill                                      |                                                    | Suzanne Ploux                                      |                                                    | Gabriel Miossec                                    |                                                    | Louis Orvoën                                       |                                                    |                                                    |
| 1962 | 1962 | 1962 | 1962 | 1962 | 1962 | 1962 | 1962 | 1962 |                                                    | Roger Évrard                                       |                                                    | Charles Le Goasguen                                |                                                    | Gabriel de Poulpiquet                              |                                                    | François Tanguy-Prigent                            |                                                    | Antoine Caill                                      |                                                    | Suzanne Ploux                                      |                                                    | Gabriel Miossec                                    |                                                    | Louis Orvoën                                       |                                                    |                                                    |
| 1958 | 1958 | 1958 | 1958 | 1958 | 1958 | 1958 | 1958 | 1958 |                                                    | Hervé Nader                                        |                                                    | Georges Lombard                                    |                                                    | Gabriel de Poulpiquet                              |                                                    | Jean Le Duc                                        |                                                    | Joseph Pinvidic                                    |                                                    | Jean Crouan                                        |                                                    | Xavier Trellu                                      |                                                    | Louis Orvoën                                       |                                                    |                                                    |

### Élections régionales
- Élections régionales de 2021 :

| Liste       | Liste                                                                                              | Tête de liste       | Premier tour | Premier tour | Second tour | Second tour | Sièges (24) | Sièges (24) |
| Liste       | Liste                                                                                              | Tête de liste       | Voix         | %            | Voix        | %           | #           | %           |
| ----------- | -------------------------------------------------------------------------------------------------- | ------------------- | ------------ | ------------ | ----------- | ----------- | ----------- | ----------- |
|             | Parti socialiste - PRG - PCF - MR - CÉ - PLB - AE La Bretagne avec Loïg                            | Michaël Quernez     | 52 287       | 22,21        | 78 309      | 32,04       | 12          | 50,00       |
|             | Écologiste Bretagne ma vie                                                                         | Anne Quéméré        | 15 432       | 6,55         | 78 309      | 32,04       | 12          | 50,00       |
|             | Les Républicains - SL - LC - LMR -BE - EAB Hissons haut la Bretagne                                | Stéphane Roudaut    | 36 776       | 15,62        | 53 428      | 21,86       | 4           | 16,67       |
|             | Europe Écologie Les Verts - UDB - GÉ - ND - BÉ - G·s - LRDG - ESNT Bretagne d'avenir               | Ronan Pichon        | 35 454       | 15,06        | 49 968      | 20,44       | 4           | 16,67       |
|             | La République en marche - TdP - MoDem - UDI - Agir - Volt Nous la Bretagne avec Thierry Burlot     | Tristan Bréhier     | 34 166       | 14,51        | 32 365      | 13,24       | 2           | 8,33        |
|             | Rassemblement national - LDP - PL - LAF Une Bretagne forte, soutenue par le Rassemblement national | Renée Thomaïdis     | 32 501       | 13,80        | 30 358      | 12,42       | 2           | 8,33        |
|             | La France insoumise - PG - GRS Bretagne insoumise                                                  | Pierre-Yves Cadalen | 14 094       | 5,99         |             |             |             |             |
|             | Lutte ouvrière Lutte ouvrière - Faire entendre le camp des travailleurs                            | Rémy Collard        | 5 838        | 2,48         |             |             |             |             |
|             | Parti breton Bretagne responsable                                                                  | Myriam Rolland      | 3 516        | 1,49         |             |             |             |             |
|             | Debout la France Debout la Bretagne, debout la France !                                            | Régis Le Gall       | 3 164        | 1,34         |             |             |             |             |
|             | Sans étiquette Un nôtre monde                                                                      | Sandrine Urvois     | 1 320        | 0,56         |             |             |             |             |
|             | Volontaires pour la France - RN diss. La Bretagne en héritage                                      | Yves Chauvel        | 676          | 0,29         |             |             |             |             |
|             | Union des démocrates musulmans français Tous unis contre l'islamophobie, agir pour ne pas subir    | Ismail Ben Lahcen   | 214          | 0,09         |             |             |             |             |
|             | |                     |              |              |             |             |             |             |
| Inscrits    | Inscrits                                                                                           | Inscrits            | 692 856      | 100,00       | 694 193     | 100,00      |             |             |
| Abstentions | Abstentions                                                                                        | Abstentions         | 446 816      | 64,49        | 440 026     | 63,39       |             |             |
| Votants     | Votants                                                                                            | Votants             | 246 040      | 35,51        | 254 167     | 36,61       |             |             |
| Blancs      | Blancs                                                                                             | Blancs              | 6 706        | 2,73         | 5 854       | 2,30        |             |             |
| Nuls        | Nuls                                                                                               | Nuls                | 3 896        | 1,58         | 3 885       | 1,53        |             |             |
| Exprimés    | Exprimés                                                                                           | Exprimés            | 235 438      | 95,69        | 244 428     | 96,17       |             |             |

- Élections régionales de 2015 :

| Liste       | Liste                                                                        | Tête de liste       | Premier tour | Premier tour | Second tour | Second tour | Sièges (23) | Sièges (23) |
| Liste       | Liste                                                                        | Tête de liste       | Voix         | %            | Voix        | %           | #           | %           |
| ----------- | ---------------------------------------------------------------------------- | ------------------- | ------------ | ------------ | ----------- | ----------- | ----------- | ----------- |
|             | Parti socialiste - PCF - PRG - DVG - ECO La Bretagne avec Jean-Yves Le Drian | Marc Coatanéa       | 117 841      | 34,65        | 193 978     | 53,34       | 15          | 65,20       |
|             | Les Républicains - UDI - MoDem Le choix de la Bretagne                       | Gaëlle Nicolas      | 76 346       | 22,45        | 106 057     | 29,16       | 5           | 21,70       |
|             | Front national Protégeons la Bretagne                                        | Patrick Le Fur      | 56 185       | 16,52        | 63 657      | 17,50       | 3           | 13,00       |
|             | Mouvement Bretagne et progrès - UDB Oui la Bretagne                          | Christian Troadec   | 36 159       | 10,63        |             |             |             |             |
|             | Europe Écologie Les Verts - BÉ Une autre voie pour la Bretagne               | Christophe Winckler | 20 257       | 5,96         |             |             |             |             |
|             | Front de gauche Pour une Bretagne sociale et écologique : l'humain d'abord   | Catherine Boudigou  | 13 277       | 3,90         |             |             |             |             |
|             | Debout la France Debout la Bretagne                                          | Julien Châtel       | 8 621        | 2,53         |             |             |             |             |
|             | Lutte ouvrière Faire entendre le camp des travailleurs                       | Patricia Blosse     | 4 435        | 1,30         |             |             |             |             |
|             | Union populaire républicaine L'Union populaire et républicaine               | Catherine Mercier   | 2 747        | 0,81         |             |             |             |             |
|             | Breizhistance Bretagne en luttes                                             | Charlotte Bleunven  | 2 305        | 0,68         |             |             |             |             |
|             | Parti breton - Indép. Notre chance, l'indépendance                           | Romain Bily         | 1 911        | 0,56         |             |             |             |             |
|             |                                                                              |                     |              |              |             |             |             |             |
| Inscrits    | Inscrits                                                                     | Inscrits            | 685 586      | 100,00       | 685 526     | 100,00      |             |             |
| Abstentions | Abstentions                                                                  | Abstentions         | 333 982      | 48,71        | 300 937     | 43,90       |             |             |
| Votants     | Votants                                                                      | Votants             | 351 604      | 51,29        | 384 589     | 56,10       |             |             |
| Blancs      | Blancs                                                                       | Blancs              | 7 458        | 2,12         | 13 749      | 3,57        |             |             |
| Nuls        | Nuls                                                                         | Nuls                | 4 062        | 1,16         | 7 148       | 1,86        |             |             |
| Exprimés    | Exprimés                                                                     | Exprimés            | 340 084      | 96,72        | 363 692     | 94,57       |             |             |

- Conseillers régionaux élus
  - Union de la gauche (15) :
Marc Coatanéa[N 35] (PS) - Emmanuelle Rasseneur (PS) - Richard Ferrand[N 35] (PS) - Gaël Le Meur (PS) - Gwenegan Bui (PS) - Laurence Fortin (PS) - Roland Jourdain (DVG) - Forough Salami-Dadkhah (PS) - Karim Ghachem[N 35] (PS) - Gaëlle Vigouroux (DVG) - Pierre Karleskind[N 35] (PS) - Mona Bras (UDB) - Alain Le Quellec (DVG) - Sylvaine Vulpiani (PS) - Olivier Le Bras (DVG)
  - Union de la droite et du centre (5) :
Gaëlle Nicolas (LR) -  Stéphane Roudaut[N 36] (LR) - Isabelle Le Bal (MoDem) - Bruno Quillivic (LR) - Agnès Le Brun[N 36] (LR)
  - Front national (3) :
Patrick Le Fur - Renée Thomaïdis - Philippe Miailhes

- Élections régionales de 2010 :

| Liste          | Liste | Tête de liste      | Premier tour | Premier tour | Second tour | Second tour | Sièges (24) | Sièges (24) |
| Liste          | Liste | Tête de liste      | Voix         | %            | Voix        | %           | #           | %           |
| -------------- | --- | ------------------ | ------------ | ------------ | ----------- | ----------- | ----------- | ----------- |
|                | Parti socialiste - Parti communiste français - Bretagne Écologie La Bretagne solidaire, créative et responsable avec Jean-Yves Le Drian     | Marylise Lebranchu | 117 988      | 37,35        | 176 527     | 51,30       | 15          | 62,50       |
|                | Majorité présidentielle (UMP - NC - AC - LGM - MPF) Ensemble, dessinons la Bretagne                                                         | Bernadette Malgorn | 75 868       | 24,02        | 111 513     | 32,41       | 6           | 25,00       |
|                | Europe Écologie (Les Verts - UDB - PRG) Europe écologie Bretagne                                                                            | Janick Moriceau    | 35 356       | 11,19        | 56 068      | 16,29       | 3           | 12,50       |
|                | Régionalistes (PB - AEI - MGA - DVG) Nous te ferons Bretagne                                                                                | Christian Troadec  | 21 540       | 6,82         |             |             |             |             |
|                | Front national Bretagne Le Pen 2010 | Marie-Anne Hass    | 17 264       | 5,47         |             |             |             |             |
|                | Mouvement démocrate Bretagne au centre | Isabelle Le Bal    | 11 417       | 3,61         |             |             |             |             |
|                | Divers agrarisme Terres de Bretagne | Charles Laot       | 10 832       | 3,43         |             |             |             |             |
|                | Parti communiste français diss. - Parti de gauche (FASE - GU - DVG) Ensemble pour une Bretagne à gauche, solidaire, écologique et citoyenne | Véronique Blanchet | 10 712       | 3,39         |             |             |             |             |
|                | Nouveau Parti anticapitaliste (AdOC - MOC - MPG) Vraiment à gauche ! Liste unitaire anticapitaliste et pour une écologie radicale           | Laurence de Bouard | 7 993        | 2,53         |             |             |             |             |
|                | Lutte ouvrière Liste Lutte ouvrière soutenue par Arlette Laguiller                                                                          | André Cherblanc    | 3 791        | 1,20         |             |             |             |             |
|                | Solidarité et progrès Bretagne, phare du nouveau monde                                                                                      | Maëlle Mercier     | 3 115        | 0,99         |             |             |             |             |
|                | |                    |              |              |             |             |             |             |
| Inscrits       | Inscrits | Inscrits           | 668 745      | 100,00       | 668 781     | 100,00      |             |             |
| Abstention     | Abstention | Abstention         | 343 855      | 51,42        | 313 335     | 46,85       |             |             |
| Votants        | Votants | Votants            | 324 890      | 48,58        | 355 446     | 53,15       |             |             |
| Blancs et nuls | Blancs et nuls | Blancs et nuls     | 9 014        | 2,77         | 11 338      | 3,19        |             |             |
| Exprimés       | Exprimés | Exprimés           | 315 876      | 97,23        | 344 108     | 96,81       |             |             |

- Conseillers régionaux élus
  - Parti socialiste - Parti communiste français - Bretagne Écologie (15) :
Marylise Lebranchu (PS) - Pierre Karleskind (PS) - Laurence Fortin (PS) - Richard Ferrand (PS) - Gaël Le Meur (PS) - Émile Bihan (BÉ) - Gaëlle Abily (PCF) - Gérard Mével (PS) - Forough Salami (PS) - Gwenegan Bui (PS) - Lena Louarn (REG) - Nicolas Morvan (PS) - Haude Le Guen (BÉ) - Jean-Claude Lessard (PS) - Sylvaine Vulpiani (PS)
  - Majorité présidentielle (6) :
Bernadette Malgorn (DVD) - Jacques Le Guen (UMP) - Françoise Louarn (UMP) - Ludovic Jolivet (UMP) - Gaëlle Nicolas (DVD) - Joël Marchadour (UMP)
  - Europe écologie (3) :
Janick Moriceau (EÉ) - Yannik Bigouin (DVG) - Anne Le Gars (UDB)

- Élections régionales de 2004 :

| Liste    | Liste | Tête de liste      | Premier tour | Premier tour | Second tour | Second tour | Sièges (24) | Sièges (24) |
| Liste    | Liste | Tête de liste      | Voix         | %            | Voix        | %           | #           | %           |
| -------- | --- | ------------------ | ------------ | ------------ | ----------- | ----------- | ----------- | ----------- |
|          | Parti socialiste - Parti communiste français - Parti radical de gauche Bretagne à gauche, Bretagne pour tous                       | Marylise Lebranchu | 158 932      | 40,24        | 247 607     | 59,25       | 17          | 70,83       |
|          | Les Verts - Union démocratique bretonne Bretagne verte, unie et solidaire                                                          | Janick Moriceau    | 38 195       | 9,67         | 247 607     | 59,25       | 17          | 70,83       |
|          | Union pour un mouvement populaire Faire gagner la Bretagne                                                                         | Hélène Tanguy      | 100 137      | 25,35        | 170 291     | 40,75       | 7           | 29,17       |
|          | Union pour la démocratie française La Bretagne pour passion                                                                        | Louis Caradec      | 44 264       | 11,21        | 170 291     | 40,75       | 7           | 29,17       |
|          | Front national Liste Front national pour la Bretagne présentée par Jean-Marie Le Pen                                               | Marianne Haas      | 28 813       | 7,29         |             |             |             |             |
|          | Ligue communiste révolutionnaire - Lutte ouvrière LCR - LO, liste soutenue par Olivier Besancenot et Arlette Laguillier            | Arnaud Hell        | 17 473       | 4,42         |             |             |             |             |
|          | Mouvement national républicain Islamisation, impôts, délinquance, injustices ça ne peut plus durer ! La vraie droite en Bretagne ! | Antoine Guillemot  | 7 180        | 1,82         |             |             |             |             |
|          | |                    |              |              |             |             |             |             |
| Inscrits | Inscrits | Inscrits           | 640 684      | 100,00       | 640 587     | 100,00      |             |             |
| Votants  | Votants | Votants            | 409 677      | 63,94        | 433 233     | 67,63       |             |             |
| Exprimés | Exprimés | Exprimés           | 394 994      | 96,42        | 417 898     | 96,46       |             |             |

- Conseillers régionaux élus
  - Union de la gauche (17) :
Marylise Lebranchu (PS) - Jean-Jacques Urvoas[N 37] (PS) - Danielle Bellour (PS) - Marc Labbey (PS) - Jannick Moriceau (Les Verts) - Jean-Pierre Thomin (PS) - Gaëlle Abily (PCF) - Jean-Claude Lessard (PS) - Yvette Duval (PS) - Christian Troadec (DVG) - Véronique Hériaud (PS) - Gérard Mével (PS) - Nathalie Bernard (PS) - Nicolas Morvan (PS) - Naïg Le Gars (UDB) - Éric Le Bour (PCF) - Forough Salami (PS)
  - Union de la droite et du centre (7) :
Hélène Tanguy (UMP) - Ambroise Guellec (UMP) - Isabelle Le Bal (UDF) -  Louis Caradec (UDF) - Claudine Péron (UMP) - Joël Marchadour (UDF) - Françoise Louarn (DVD)

- Élections régionales de 1998 :

| Liste    | Liste | Tête de liste                 | Voix    | %      | Sièges (25) | Sièges (25) |
| Liste    | Liste | Tête de liste                 | Voix    | %      | #           | %           |
| -------- | --- | ----------------------------- | ------- | ------ | ----------- | ----------- |
|          | Union pour la démocratie française - Rassemblement pour la République Pour le Finistère, croire en la Bretagne               | Ambroise Guellec              | 124 400 | 34,56  | 10          | 40,00       |
|          | Parti socialiste - Parti communiste français Bretagne nouveau cap - Breizh war raog                                          | François Cuillandre           | 110 185 | 30,61  | 9           | 36,00       |
|          | Front national Votre sécurité et les Français d'abord                                                                        | Olivier Morize                | 27 799  | 7,72   | 2           | 8,00        |
|          | Tous ensemble à gauche (LCR - CAP) Tous ensemble à gauche pour l'emploi, la solidarité, le développement durable en Bretagne | Gilles Meurice                | 25 798  | 7,17   | 2           | 8,00        |
|          | Divers droite (Union pour la démocratie française diss.) Finistère maintenant pour plus de Bretagne                          | Jean-Yves Cozan               | 24 476  | 6,80   | 2           | 8,00        |
|          | Les Verts L'écologie pour une Bretagne solidaire                                                                             | Gérard Borvon                 | 17 092  | 4,75   |             |             |
|          | Lutte ouvrière Liste Lutte ouvrière soutenue par Arlette Laguiller                                                           | André Cherblanc               | 12 402  | 3,45   |             |             |
|          | Union démocratique bretonne Réussir ensemble la Bretagne                                                                     | Roger « Ronan » Leprohon (br) | 9 979   | 2,77   |             |             |
|          | Génération écologie Génération écologie, la Bretagne avec Brice Lalonde                                                      | Bernard Bruillot              | 7 868   | 2,19   |             |             |
|          | |                               |         |        |             |             |
| Inscrits | Inscrits | Inscrits                      | 626 923 | 100,00 |             |             |
| Votants  | Votants | Votants                       | 372 653 | 59,44  |             |             |
| Exprimés | Exprimés | Exprimés                      | 359 999 | 96,60  |             |             |

- Conseillers régionaux élus
  - Union pour la démocratie française - Rassemblement pour la République (10) :
Ambroise Guellec (UDF) - Hélène Tanguy (RPR) - Marguerite Lamour (UDF) - Jacques Berthelot (RPR) - Christian Ménard (UDF) - Adrien Kervella (RPR) - Jean-François Garrec (RPR) - Dominique de Calan (RPR) - Philippe Le Roux (RPR) - Joël Marchadour (RPR)
  - Parti socialiste - Parti communiste français (9) :
François Cuillandre (PS) - Marylise Lebranchu (PS) - Gérard Mevel (PS) - Piéro Rainero (PCF) - Yolande Boyer (PS) - Danny Bellour (PS) - Marc Labbey (PS) - Jean-Pierre Thomin (PS) - Jacques Maire (PS)
  - Front national (2) :
Olivier Morize - Claudine Dupont-Tingaud
  - Tous ensemble à gauche (2) :
Gilles Meurice - Arnaud Hell
  - Divers droite - Union pour la démocratie française diss. (2) :
Jean-Yves Cozan (UDF) - Bernard de Cadenet (RPR)

- Élections régionales de 1992 :

| Liste    | Liste                                                                      | Tête de liste     | Voix    | %      | Sièges (25) |
| -------- | -------------------------------------------------------------------------- | ----------------- | ------- | ------ | ----------- |
|          | Union pour la France (UDF - RPR) Union du Finistère pour la Bretagne       | Ambroise Guellec  | 163 352 | 39,99  | 12          |
|          | Parti socialiste Liste du Parti socialiste                                 | Louis Le Pensec   | 98 385  | 24,08  | 7           |
|          | Front national Les Français d'abord                                        | Olivier Morize    | 35 513  | 8,69   | 2           |
|          | Génération écologie Liste Génération Écologie                              | Pierre Delignière | 31 829  | 7,79   | 2           |
|          | Les Verts Liste des Verts                                                  | Alain Uguen       | 27 964  | 6,84   | 2           |
|          | Parti communiste français Liste présentée par le Parti communiste français | Louis Le Roux     | 17 620  | 4,31   |             |
|          | Parti communiste français diss. Une autre gauche pour l'avenir             | Jean-Pierre Jeudy | 15 788  | 3,86   |             |
|          | Apparenté Union démocratique bretonne Peuple breton, peuple d'Europe       | Annaïg Le Gars    | 8 310   | 2,03   |             |
|          | Centre national des indépendants Indépendants libéraux de progrès          | Sylvain Bertrand  | 4 986   | 1,22   |             |
|          | Régionaliste Convention régionale de Bretagne                              | Charles Burel     | 4 665   | 1,14   |             |
|          |                                                                            |                   |         |        |             |
| Inscrits | Inscrits                                                                   |                   | 616 176 | 100,00 |             |
| Votants  | Votants                                                                    |                   | 426 147 | 69,16  |             |
| Exprimés | Exprimés                                                                   |                   | 408 412 | 66,28  |             |

- Conseillers régionaux élus
  - Union pour la démocratie française - Rassemblement pour la République (12) :
Ambroise Guellec (UDF) - Bertrand Cousin (RPR) - Arnaud Cazin d'Honincthun (UDF) - Jean-François Garrec (RPR) - Yves Quiniou (UDF) - René Gad (RPR) - Bernard de Cadenet (RPR) - Michel Morvan (UDF) - Hélène Tanguy (RPR) - Yvon Callec (UDF) - Jean Rohou (RPR) - Adrien Kervella (RPR)
  - Parti socialiste (7) :
Louis Le Pensec - Kofi Yamgnane - Jean-Noël Kerdraon - Geneviève Garros - Marylise Lebranchu - Daniel Bouer - Robert Moreau
  - Front national (2) :
Olivier Morize - Michel Dor
  - Génération écologie (2) :
Pierre Delignière - Bernard Uguen
  - Les Verts (2) :
Alain Uguen - Janick Moriceau

- Élections régionales de 1986 :

| Liste    | Liste                                                                                               | Tête de liste   | Voix    | %      | Sièges (25) |
| -------- | --------------------------------------------------------------------------------------------------- | --------------- | ------- | ------ | ----------- |
|          | Parti socialiste Pour une majorité de progrès avec le Président de la République                    | Louis Le Pensec | 161 399 | 34,42  | 10          |
|          | Union pour la démocratie française - Rassemblement pour la République Finistère Opposition          | Jean-Yves Cozan | 155 081 | 33,08  | 9           |
|          | Rassemblement pour la République diss. Union pour le Finistère                                      | Marc Bécam      | 62 999  | 13,43  | 4           |
|          | Parti communiste français Liste présentée par le Parti communiste français                          | Louis Le Roux   | 31 160  | 6,64   | 1           |
|          | Front national Liste de Rassemblement national                                                      | Olivier Morize  | 23 643  | 5,04   | 1           |
|          | Divers droite Liste des socio-professionnels                                                        | François Jacq   | 13 151  | 2,80   |             |
|          | Les Verts Les Verts Bretagne - Écologie                                                             | Alain Uguen     | 12 092  | 2,57   |             |
|          | Parti socialiste unifié - Union démocratique bretonne - Frankiz Breizh Vivre et décider en Bretagne | Michel Marzin   | 9 250   | 1,97   |             |
|          | |                 |         |        |             |
| Inscrits | Inscrits                                                                                            |                 | 613 174 | 100,00 |             |
| Votants  | Votants                                                                                             |                 | 482 039 | 78,61  |             |
| Exprimés | Exprimés                                                                                            |                 | 468 776 | 97,25  |             |

- Conseillers régionaux élus
  - Parti socialiste (10) : 
Louis Le Pensec - Bernard Poignant - Robert Moreau - Jean-Noël Kerdraon - Joseph Lareur - Yolande Boyer - Gilbert Le Bris - Ronan Leprohon - Daniel Bouër - Marylise Lebranchu
  - Union pour la démocratie française - Rassemblement pour la République (9) : 
Jean-Yves Cozan (UDF-CDS) - Bernard de Cadenet (RPR) - Yvon Callec (UDF-PR) - Hervé Tinevez (RPR) - Arnaud Cazin (UDF-CDS) - Alain Gérard (RPR) - Michel Morvan (UDF-CDS) - René Gad (RPR) - Jacques de Menou (RPR)
  - Rassemblement pour la République diss. (4) : 
Marc Bécam - Georges Lombard - Jean Rohou - Adrien Kervella
  - Parti communiste français (1) :
Louis Le Roux
  - Front national (1) :
Olivier Morize

### Élections cantonales et départementales
| Président du Conseil départemental   |       |       |      |                            |
| Maël de Calan (SL)                   |       |       |      |                            |
| Parti                                | Sigle | Sigle | Élus | Groupes                    |
| Majorité (28 sièges)                 |       |       |      |                            |
| Divers droite                        |       | DVD   | 19   | Alliance pour le Finistère |
| Les Républicains                     |       | LR    | 6    | Alliance pour le Finistère |
| Soyons libres                        |       | SL    | 1    | Alliance pour le Finistère |
| Union des démocrates et indépendants |       | UDI   | 1    | Alliance pour le Finistère |
| Renaissance                          |       | RE    | 1    | Alliance pour le Finistère |
| Opposition (26 sièges)               |       |       |      |                            |
| Parti socialiste                     |       | PS    | 12   | Finistère et Solidaires    |
| Divers gauche                        |       | DVG   | 8    | Finistère et Solidaires    |
| Parti communiste français            |       | PCF   | 2    | Finistère et Solidaires    |
| Pour la Bretagne !                   |       | PLB   | 2    | Autonomie et Régionalisme  |
| Les Écologistes                      |       | LÉ    | 1    | Finistère d'Avenir         |
| Nouvelle donne                       |       | ND    | 1    | Finistère d'Avenir         |

### Élections municipales
| Commune            | Parti (2020) | Parti (2014) | Parti (2008) | Parti (2001)   | Parti (1995)   | Parti (1989)   | Parti (1983)   | Parti (1977) |
| ------------------ | ------------ | ------------ | ------------ | -------------- | -------------- | -------------- | -------------- | ------------ |
| Bannalec           | DVG          | PS           | PS           | PS             | PS             | PS             | PS             | PS           |
| Brest              | PS           | PS           | PS           | PS             | PS             | PS             | RPR            | PS           |
| Briec              | PS           | PS           | PS           | PS             | RPR            | RPR            | UDF            | RPR          |
| Carhaix-Plouguer   | PLB          | MBP          | DVG          | DVG            | UDF            | PCF            | PCF            | PCF          |
| Châteaulin         | LR           | UMP          | DVD          | PS             | PS             | RPR            | RPR            | PR           |
| Concarneau         | DVD          | UMP          | UMP          | PS             | PS             | PS             | PS             | PCF          |
| Crozon             | RE           | DVD          | DVD          | DVG            | DVG            | DVG            | RPR            | PS           |
| Douarnenez         | DVD          | UMP          | UMP          | DVG            | UDF            | PCF            | PCF            | PCF          |
| Ergué-Gabéric      | DVD          | DVD          | DVD          | PS             | PS             | PS             | DVD            | PS           |
| Fouesnant          | LR           | UMP          | UMP          | UDF            | UDF            | UDF            | UDF            | CDS          |
| Gouesnou           | DVD          | UMP          | DVD          | PS             | DVD            | DVD            | DVD            | DVD          |
| Guilers            | DVD          | DVD          | DVD          | PS             | PS             | DVD            | DVD            | DVD          |
| Guipavas           | DVD          | DVG          | PS           | DVD            | DVD            | RPR            | RPR            | RPR          |
| Landerneau         | DVD          | DVD          | DVD          | PS             | PS             | PS             | RPR            | UDF          |
| Landivisiau        | DVD          | DVD          | UMP          | DVD            | RPR            | RPR            | RPR            | RPR          |
| Lannilis           | DVD          | DVD          | PS           | DVD            | DVD            | DVD            | DVD            | DVD          |
| Le Relecq-Kerhuon  | PS           | PS           | PS           | UDF            | UDF            | RPR            | RPR            | PCF          |
| Lesneven           | DVG          | DVG          | UMP          | DVD            | DVG            | DVD            | UDF            | RPR          |
| Locmaria-Plouzané  | DVD          | DVD          | DVD          | DVD            | PS             | RPR            | RPR            | DVD          |
| Moëlan-sur-Mer     | DVG          | DVD          | PS           | DVD            | PS             | SE             | SE             | CDS          |
| Morlaix            | PS           | UMP          | UMP          | PS             | PS             | UDF            | PS             | PS           |
| Penmarch           | DVG          | PS           | PS           | PS             | PS             | UDF            | UDF            | app. PCF     |
| Plabennec          | LR           | UMP          | DVG          | RPR            | RPR            | RPR            | RPR            | RPR          |
| Plonéour-Lanvern   | UDI          | AC-UDI       | MoDem        | UDF            | UDF            | UDF            | UDF            | Centriste    |
| Ploudalmézeau      | LR           | UMP          | UMP          | UDF            | UDF            | UDF            | UDF            | CDS          |
| Plougastel-Daoulas | DVD          | DVD          | DVD          | DVD            | DVG            | DVG            | DVD            | DVD          |
| Plouguerneau       | app. LÉ      | DVG          | MoDem        | UDF            | SE             | SE             | SE             | PR           |
| Plouigneau         | PS           | DVD          | UMP          | DVD (app. RPR) | DVD (app. RPR) | DVD (app. RPR) | DVD (app. RPR) | PS           |
| Plouzané           | UDI          | PS           | PS           | UDF            | PS             | PS             | PS             | PS           |
| Pont-l'Abbé        | LR           | UMP          | PS           | RPR            | PS             | RPR            | RPR            | RPR          |
| Quimper            | PS           | UMP          | PS           | RPR            | PS             | PS             | RPR            | RPR          |
| Quimperlé          | PS           | PS           | SE-DVD       | PS             | DVD            | PS             | DVG            | DVG          |
| Rosporden          | DVG          | DVD          | PS           | PS             | PS             | PS             | PS             | PS           |
| Saint-Pol-de-Léon  | DVD          | DVD          | DVD          | RPR            | RPR            | RPR            | RPR            | RPR          |
| Saint-Renan        | DVD          | DVD          | DVD          | DVD            | DVD            | RPR            | RPR            | RPR          |
| Scaër              | DVD          | DVD          | DVG          | UDF            | PCF            | UDF            | PS             | PCF          |
| Trégunc            | PS           | PS           | PS           | PS             | PS             | PS             | DVD            | DVD          |

### Référendums
Référendum sur le traité établissant une constitution pour l'Europe
29 mai 2005
| OUI 232 396 (51,12 %) |  |  | NON 222 193 (48,88 %) |
| ▲                     |  |  |                       |

Référendum sur le quinquennat présidentiel
24 septembre 2000
| OUI 137 989 (80,20 %) |  |  | NON 34 071 (19,80 %) |
| ▲                     |  |  |                      |

Référendum sur le traité de Maastricht
20 septembre 1992
| OUI 254 910 (59,44 %) |  |  | NON 173 951 (40,56 %) |
| ▲                     |  |  |                       |

Référendum sur la réforme du Sénat et la régionalisation
27 avril 1969
| OUI 227 670 (57,31 %) |  |  | NON 169 622 (42,69 %) |
| ▲                     |  |  |                       |

Référendum sur la constitution de la Ve République
28 septembre 1958
| OUI 347 327 (83,09 %) |  |  | NON 70 677 (16,91 %) |
| ▲                     |  |  |                      |

Plébiscite national sur le rétablissement de l'Empire
21 et 22 novembre 1852
| OUI 108 758 (98,82 %) |  |  | NON 1 297 (1,18 %) |
| ▲                     |  |  |                    |

Plébiscite national ratifiant le coup d'État du 2 décembre 1851
20 et 21 décembre 1851
| OUI 73 635 (94,80 %) |  |  | NON 4 040 (5,20 %) |
| ▲                    |  |  |                    |